# الطواف النسائي للاتحاد الدولي لكرة المضرب – 2013 (أكتوبر–ديسمبر)
الطواف النسائي للاتحاد الدولي لكرة المضرب هي نسخة عام 2013 من الجولة الثانية في لعبة كرة المضرب للمحترفات. تنظمها الاتحاد الدولي لكرة المضرب وهي درجة أقل من جولة رابطة محترفات التنس. يتضمن الطواف العالمي لكرة المضرب النسائية برعاية الاتحاد الدولي لكرة المضرب بطولات بجوائز مالية تتراوح من $15،000 إلى $100،000.

## المواسم
| مواسم الطواف العالمي لكرة المضرب النسائية برعاية الاتحاد الدولي لكرة المضرب | مواسم الطواف العالمي لكرة المضرب النسائية برعاية الاتحاد الدولي لكرة المضرب | مواسم الطواف العالمي لكرة المضرب النسائية برعاية الاتحاد الدولي لكرة المضرب | مواسم الطواف العالمي لكرة المضرب النسائية برعاية الاتحاد الدولي لكرة المضرب | مواسم الطواف العالمي لكرة المضرب النسائية برعاية الاتحاد الدولي لكرة المضرب | مواسم الطواف العالمي لكرة المضرب النسائية برعاية الاتحاد الدولي لكرة المضرب | مواسم الطواف العالمي لكرة المضرب النسائية برعاية الاتحاد الدولي لكرة المضرب | مواسم الطواف العالمي لكرة المضرب النسائية برعاية الاتحاد الدولي لكرة المضرب | مواسم الطواف العالمي لكرة المضرب النسائية برعاية الاتحاد الدولي لكرة المضرب | مواسم الطواف العالمي لكرة المضرب النسائية برعاية الاتحاد الدولي لكرة المضرب |
| تسعينيات القرن العشرين                                                      | تسعينيات القرن العشرين                                                      | تسعينيات القرن العشرين                                                      | تسعينيات القرن العشرين                                                      | تسعينيات القرن العشرين                                                      | تسعينيات القرن العشرين                                                      | تسعينيات القرن العشرين                                                      | تسعينيات القرن العشرين                                                      | تسعينيات القرن العشرين                                                      | تسعينيات القرن العشرين                                                      |
| --------------------------------------------------------------------------- | --------------------------------------------------------------------------- | --------------------------------------------------------------------------- | --------------------------------------------------------------------------- | --------------------------------------------------------------------------- | --------------------------------------------------------------------------- | --------------------------------------------------------------------------- | --------------------------------------------------------------------------- | --------------------------------------------------------------------------- | --------------------------------------------------------------------------- |
| 1994                                                                        | 1995                                                                        | 1995                                                                        | 1996                                                                        | 1997                                                                        | 1998                                                                        | 1999                                                                        |                                                                             |                                                                             |                                                                             |
| العقد الأول من القرن 21                                                     |                                                                             |                                                                             |                                                                             |                                                                             |                                                                             |                                                                             |                                                                             |                                                                             |                                                                             |
| 2000                                                                        | 2001                                                                        | 2002                                                                        | 2003                                                                        | 2004                                                                        | 2005                                                                        | 2006                                                                        | 2007                                                                        | 2008 الربع الأول · الربع الثاني · الربع الثالث                              | 2009                                                                        |
| العقد الثاني من القرن 21                                                    |                                                                             |                                                                             |                                                                             |                                                                             |                                                                             |                                                                             |                                                                             |                                                                             |                                                                             |
| 2010 الربع الأول · الربع الثاني · الربع الثالث · الربع الرابع               | 2011 الربع الأول · الربع الثاني · الربع الثالث · الربع الرابع               | 2012 الربع الأول · الربع الثاني · الربع الثالث · الربع الرابع               | 2013 الربع الأول · الربع الثاني · الربع الثالث · الربع الرابع               | 2014 الربع الأول · الربع الثاني · الربع الثالث · الربع الرابع               | 2015 الربع الأول · الربع الثاني · الربع الثالث · الربع الرابع               | 2016 الربع الأول · الربع الثاني · الربع الثالث · الربع الرابع               | 2017 الربع الأول · الربع الثاني · الربع الثالث · الربع الرابع               | 2018 الربع الأول · الربع الثاني · الربع الثالث · الربع الرابع               | 2019 الربع الأول · الربع الثاني · الربع الثالث · الربع الرابع               |
| العقد الثالث من القرن 21                                                    |                                                                             |                                                                             |                                                                             |                                                                             |                                                                             |                                                                             |                                                                             |                                                                             |                                                                             |
| 2020 الربع الأول · الربع الثاني · الربع الثالث · الربع الرابع               | 2021 الربع الأول · الربع الثاني · الربع الثالث · الربع الرابع               | 2022 الربع الأول · الربع الثاني · الربع الثالث · الربع الرابع               | 2023 الربع الأول · الربع الثاني · الربع الثالث · الربع الرابع               | 2024 الربع الأول · الربع الثاني · الربع الثالث · الربع الرابع               | 2025 الربع الأول · الربع الثاني · الربع الثالث · الربع الرابع               |                                                                             |                                                                             |                                                                             |                                                                             |

## المفتاح
| الفئات      | القيمة المالية |
| بطولات W100 | $100,000       |
| بطولات W75  | $75,000        |
| بطولات W50  | $50,000        |
| بطولات W25  | $25,000        |
| بطولات W15  | $15,000        |
| بطولات W10  | $10,000        |

## الشهر

### أكتوبر
| الأسبوع         | البطولة | الفائزات                                                   | الوصيفات                                  | المتأهلات لنصف النهائي                               | المتأهلات لربع النهائي                                                    |
| --------------- | --- | ---------------------------------------------------------- | ----------------------------------------- | ---------------------------------------------------- | ------------------------------------------------------------------------- |
| 7 أكتوبر، 2013  | مفتوحة ج.د.إف سويز دي تورين جوي لى تور، فرنسا ملعب صلب (داخلي) 50،000 دولار الفردي – الزوجي                                | ميريانا لوشيتش 6–4، 6–2                                    | أن صوفي ميستاتش                           | تارا مور ماجدا لينيت                                 | ميكايلا كرايتشيك آنا لينا فريدسام أماندين هيس مارتا دوماتشوسكا            |
| 7 أكتوبر، 2013  | مفتوحة ج.د.إف سويز دي تورين جوي لى تور، فرنسا ملعب صلب (داخلي) 50،000 دولار الفردي – الزوجي                                | جولي كوين آنا فرلجيتش 6–3، 4–6، [15–13]                    | أندريا هلافاتشكوفا ميكايلا كرايتشيك       | تارا مور ماجدا لينيت                                 | ميكايلا كرايتشيك آنا لينا فريدسام أماندين هيس مارتا دوماتشوسكا            |
| 7 أكتوبر، 2013  | مارغريت ريفر، أستراليا ملعب صلب 25،000 دولار قرعة المباريات الفردية والزوجية نسخة محفوظة 2013-10-05 على موقع واي باك مشين. | أنيت كونتافيت 6–2، 6–4                                     | إيرينا فالكوني                            | أوليفيا روجوفسكا مونيك أدامكزاك                      | يساليني بونافنتور أرينا روديونوفا إيرينا بافلوفيتش إريكا سما              |
| 7 أكتوبر، 2013  | مارغريت ريفر، أستراليا ملعب صلب 25،000 دولار قرعة المباريات الفردية والزوجية نسخة محفوظة 2013-10-05 على موقع واي باك مشين. | نوبون ليرتشيواكارن أرينا روديونوفا 6–2، 3–6، [10–8]        | مونيك أدامكزاك تامي باترسون               | أوليفيا روجوفسكا مونيك أدامكزاك                      | يساليني بونافنتور أرينا روديونوفا إيرينا بافلوفيتش إريكا سما              |
| 7 أكتوبر، 2013  | تامبيكو، المكسيك ملعب صلب $25،000 قرعة المباريات الفردية والزوجية نسخة محفوظة 2013-10-15 على موقع واي باك مشين.            | أندي دي فرومي 6–4، 6–3                                     | دوروتيجا إريتش                            | ماريا فرناندا ألفاريز تيران ماريا إيروغيين           | دنيس موريسان شيه يو هسو جوستينا ججيولكا كاتالينا بيلا                     |
| 7 أكتوبر، 2013  | تامبيكو، المكسيك ملعب صلب $25،000 قرعة المباريات الفردية والزوجية نسخة محفوظة 2013-10-15 على موقع واي باك مشين.            | ماريا فرناندا ألفاريز تيران ماريا إيروغيين 6–3، 6–4        | كونستانزا غورتشس فيكتوريا رودريغيز        | ماريا فرناندا ألفاريز تيران ماريا إيروغيين           | دنيس موريسان شيه يو هسو جوستينا ججيولكا كاتالينا بيلا                     |
| 7 أكتوبر، 2013  | أسونسيون، باراغواي ملعب ترابي $25،000 قرعة المباريات الفردية والزوجية نسخة محفوظة 2013-10-05 على موقع واي باك مشين.        | فلورنسيا مولينيرو 6–3، 7–6(7–5)                            | فيرونيكا سبيد رويج                        | فينيسا فورلانيتو ناتاليا روسي                        | كاميلا جيانجريكو كامبيز إدوارديا بياي كونستانزا فيغا مونتسيرات غونزاليس   |
| 7 أكتوبر، 2013  | أسونسيون، باراغواي ملعب ترابي $25،000 قرعة المباريات الفردية والزوجية نسخة محفوظة 2013-10-05 على موقع واي باك مشين.        | فلورنسيا مولينيرو لورا بيجوسي 5–7، 6–4، [10–8]             | فينيسا فورلانيتو كارولينا زيبالوس         | فينيسا فورلانيتو ناتاليا روسي                        | كاميلا جيانجريكو كامبيز إدوارديا بياي كونستانزا فيغا مونتسيرات غونزاليس   |
| 7 أكتوبر، 2013  | سانت كوجات ديل فاليس، إسبانيا ملعب ترابي $25،000 قرعة المباريات الفردية والزوجية                                           | أرانتشا روس 6–4، 2–6، 6–2                                  | ألبرتا بريانتي                            | صوفيا كوفاليتس لارا أروابارينا                       | تيليانا بيريرا كاترينا سينياكوفا بيمرا أوزجن ريكا لوكا جاني               |
| 7 أكتوبر، 2013  | سانت كوجات ديل فاليس، إسبانيا ملعب ترابي $25،000 قرعة المباريات الفردية والزوجية                                           | تاتيانا بوا أندريا غاميز 4–6، 6–2، [10–7]                  | لارا أروابارينا أماندا كاريراس            | صوفيا كوفاليتس لارا أروابارينا                       | تيليانا بيريرا كاترينا سينياكوفا بيمرا أوزجن ريكا لوكا جاني               |
| 7 أكتوبر، 2013  | ماكون، الولايات المتحدة ملعب صلب $25،000 قرعة المباريات الفردية والزوجية نسخة محفوظة 2013-10-16 على موقع واي باك مشين.     | آنا تاتيشفيلي 6–2، 1–6، 7–5                                | أجلا توملجانوفيتش                         | ماديسون برينجل ألريكك إيكري                          | جوليا بوسوروب جاكلين كاكو نيكول غيبس آلي كيك                              |
| 7 أكتوبر، 2013  | ماكون، الولايات المتحدة ملعب صلب $25،000 قرعة المباريات الفردية والزوجية نسخة محفوظة 2013-10-16 على موقع واي باك مشين.     | كريستي بوكس أبيجيل غوثري 3–6، 7–6(7–4)، [10–4]             | إميلي هارمان إليزابث لامبكين              | ماديسون برينجل ألريكك إيكري                          | جوليا بوسوروب جاكلين كاكو نيكول غيبس آلي كيك                              |
| 7 أكتوبر، 2013  | روسيه، بلغاريا ملعب ترابي $10،000 قرعة المباريات الفردية والزوجية                                                          | ديانا شوموفا 6–1، 6–3                                      | لينا جيورشييسكا                           | إيزابيلا شنيكوفا بوريسلافا بوتوشاروفا                | إيفا فاكانو ميكايلا بويف إيرينا ماريا بارا أليس ماتيوكسي                  |
| 7 أكتوبر، 2013  | روسيه، بلغاريا ملعب ترابي $10،000 قرعة المباريات الفردية والزوجية                                                          | إيرينا ماريا بارا إيفا فاكانو 6–1، 6–2                     | لينا جيورشييسكا كامليا هريستيا            | إيزابيلا شنيكوفا بوريسلافا بوتوشاروفا                | إيفا فاكانو ميكايلا بويف إيرينا ماريا بارا أليس ماتيوكسي                  |
| 7 أكتوبر، 2013  | شرم الشيخ، مصر ملعب صلب $10،000 قرعة المباريات الفردية والزوجية                                                            | يانا سيزيكوفا 6–2، 6–2                                     | هيلين بلسكينا                             | فاليريا بروسبيري آنا مورجينا                         | سامانثا باورز كارينا فينديتّي ناتاشا بالها شانتيل ريغوزي                   |
| 7 أكتوبر، 2013  | شرم الشيخ، مصر ملعب صلب $10،000 قرعة المباريات الفردية والزوجية                                                            | آنا مورجينا يانا سيزيكوفا 6–3، 6–2                         | ناتاشا بالها كارينا فينديتّي               | فاليريا بروسبيري آنا مورجينا                         | سامانثا باورز كارينا فينديتّي ناتاشا بالها شانتيل ريغوزي                   |
| 7 أكتوبر، 2013  | ماراثون-أثينا، اليونان ملعب صلب $10،000 قرعة المباريات الفردية والزوجية                                                    | نوريا باريزاس دياز 7–6(7–4)، 2–6، 6–2                      | جيني شيبينس                               | لوسي براون ليزان فان ريت                             | مارثا ماتولا لي بي-تشي تيريزا كلاينشتويبر لورا شايدر                      |
| 7 أكتوبر، 2013  | ماراثون-أثينا، اليونان ملعب صلب $10،000 قرعة المباريات الفردية والزوجية                                                    | لوسي براون ألينا فيسيل 6–0، 6–3                            | بولينا ليكينا داريا شولتسانوك             | لوسي براون ليزان فان ريت                             | مارثا ماتولا لي بي-تشي تيريزا كلاينشتويبر لورا شايدر                      |
| 7 أكتوبر، 2013  | أنطاليا، تركيا ملعب ترابي $10،000 قرعة المباريات الفردية والزوجية                                                          | ماري بينوا 6–1، 6–1                                        | أناستازيا فدوفينكو                        | مارتينا كوبيشيكوفا ناتاليا كوستيتش                   | إيكاترين جورجودزي أولينا كيربوت غابرييلا فان دي غراف إيرينا شيمانوفيتش    |
| 7 أكتوبر، 2013  | أنطاليا، تركيا ملعب ترابي $10،000 قرعة المباريات الفردية والزوجية                                                          | آنا كلاسن شارلوت كلاسن 7–6(7–2)، 6–2                       | آسيا داير لي هوا-تشن                      | مارتينا كوبيشيكوفا ناتاليا كوستيتش                   | إيكاترين جورجودزي أولينا كيربوت غابرييلا فان دي غراف إيرينا شيمانوفيتش    |
| 14 أكتوبر 2013  | البطولة المفتوحة GDF Suez Région Limousin ليموج، فرنسا ملعب صلب (داخلي) $50٬000 فردي – زوجي                                | كريستينا بليسكوفا 3–6، 3–6، 2–6                            | تاميرا باسيك                              | سيلفيا سولير إسبينوزا آنا لينا فريدسام               | لوسي هراديكا نينا تساندر كلير فويرشتاين أنهيلينا كالينينا                 |
| 14 أكتوبر 2013  | البطولة المفتوحة GDF Suez Région Limousin ليموج، فرنسا ملعب صلب (داخلي) $50٬000 فردي – زوجي                                | فيكتوريا غولوبيتش ماجدا لينيت 4–6، 4–6                     | نيكول كليريكو نيكولا فرانكوفا             | سيلفيا سولير إسبينوزا آنا لينا فريدسام               | لوسي هراديكا نينا تساندر كلير فويرشتاين أنهيلينا كالينينا                 |
| 14 أكتوبر 2013  | ماكينوهارا (شيزوكا)، اليابان عشب $25٬000 قرعة المباريات الفردية والزوجية نسخة محفوظة 2013-10-08 على موقع واي باك مشين.     | زارينا دياز 6–3، 6–4                                       | بيلندا بنشيتش                             | ناو هيبينو ميلارو إيمانشي                            | شاكو أوياما نودنيدا لوانجنام ميابي إينوي إري هوزمي                        |
| 14 أكتوبر 2013  | ماكينوهارا (شيزوكا)، اليابان عشب $25٬000 قرعة المباريات الفردية والزوجية نسخة محفوظة 2013-10-08 على موقع واي باك مشين.     | إري هوزمي ماكوتو نينوميا 6–1، 6–2                          | نيشا ليرتبيتاكسينتشاي بينجتارن بليبويتش   | ناو هيبينو ميلارو إيمانشي                            | شاكو أوياما نودنيدا لوانجنام ميابي إينوي إري هوزمي                        |
| 14 أكتوبر 2013  | لاغوس، نيجيريا ملعب صلب $25،000 قرعة المباريات الفردية والزوجية نسخة محفوظة 2013-10-05 على موقع واي باك مشين.              | تادجا ماجريتش 7–5، 7–5                                     | دليلا ياكوبوفيتش                          | نايومي برودي كريستينا دينو                           | ميلاني كلافنير برارثانا ثومبار شانيل سيموندز جويا باربييري                |
| 14 أكتوبر 2013  | لاغوس، نيجيريا ملعب صلب $25،000 قرعة المباريات الفردية والزوجية نسخة محفوظة 2013-10-05 على موقع واي باك مشين.              | نايومي برودي إميلي ويبلي سميث 3–6، 6–4، [10–7]             | فاطمة النبهاني كريستينا دينو              | نايومي برودي كريستينا دينو                           | ميلاني كلافنير برارثانا ثومبار شانيل سيموندز جويا باربييري                |
| 14 أكتوبر 2013  | روك هيل، الولايات المتحدة ملعب صلب $25،000 قرعة المباريات الفردية والزوجية                                                 | ماريانا دوكي 6–3، 6–4                                      | آنا تاتيشفيلي                             | ميلاني أودين آسيا محمد                               | آلي كيك فرانسواز أبندا ماديسون برينجل نيكول غيبس                          |
| 14 أكتوبر 2013  | روك هيل، الولايات المتحدة ملعب صلب $25،000 قرعة المباريات الفردية والزوجية                                                 | ماريانا دوكي ماريا إيروغيين 4–6، 7–6(7–5)، [12–10]         | آلي كيك آسيا محمد                         | ميلاني أودين آسيا محمد                               | آلي كيك فرانسواز أبندا ماديسون برينجل نيكول غيبس                          |
| 14 أكتوبر 2013  | بورغاس، بلغاريا ملعب ترابي $10،000 قرعة المباريات الفردية والزوجية                                                         | ديا إفتيموفا 6–1، 6–2                                      | فيكتوريا توموفا                           | بوريسلافا بوتوشاروفا إيزابيلا شنيكوفا                | هوليا إيسن إيلينا-تيودورا كادار أليس ماتيوكسي ديانا شوموفا                |
| 14 أكتوبر 2013  | بورغاس، بلغاريا ملعب ترابي $10،000 قرعة المباريات الفردية والزوجية                                                         | ديا إفتيموفا فيكتوريا توموفا 6–4، 6–3                      | فيديريكا أرتشيدياكونو جوليا تيرزيسكا      | بوريسلافا بوتوشاروفا إيزابيلا شنيكوفا                | هوليا إيسن إيلينا-تيودورا كادار أليس ماتيوكسي ديانا شوموفا                |
| 14 أكتوبر 2013  | Pereira، كولومبيا ملعب ترابي $10،000 قرعة المباريات الفردية والزوجية                                                       | آنا كاتالينا ألزاتي إسمورزاييفا 6–1، 6–2                   | سزابينا سزلافيكوفيكس                      | ستيفي كاروثرز جايد شولينك                            | دومينيكا غونزاليس ليبي موما يولينا مونروي ماريا بولينا بيريز              |
| 14 أكتوبر 2013  | Pereira، كولومبيا ملعب ترابي $10،000 قرعة المباريات الفردية والزوجية                                                       | دومينيكا غونزاليس كاميلا سيلفا 6–4، 6–2                    | صوفيا مونيرا سانشيز سزابينا سزلافيكوفيكس  | ستيفي كاروثرز جايد شولينك                            | دومينيكا غونزاليس ليبي موما يولينا مونروي ماريا بولينا بيريز              |
| 14 أكتوبر 2013  | دوبروفنيك، كرواتيا ملعب ترابي 10،000 دولار قرعة المباريات الفردية والزوجية                                                 | أليونا سوتنيكوفا 7–6(8–6)، 4–6، 7–6(7–5)                   | أولغا دوروشينا                            | باربورا كرجتشيكوفا شيرازاد بنأمار                    | إيفا ميكوفيك يانا فيت بولونا ريبرشاك غابرييلا بانتوشكوفا                  |
| 14 أكتوبر 2013  | دوبروفنيك، كرواتيا ملعب ترابي 10،000 دولار قرعة المباريات الفردية والزوجية                                                 | لينكا جريكوفا باربورا كرجتشيكوفا 7–5، 3–6، [10–4]          | غابرييلا بانتوشكوفا بولونا ريبرشاك        | باربورا كرجتشيكوفا شيرازاد بنأمار                    | إيفا ميكوفيك يانا فيت بولونا ريبرشاك غابرييلا بانتوشكوفا                  |
| 14 أكتوبر 2013  | شرم الشيخ، مصر ملعب صلب 10،000 دولار قرعة المباريات الفردية والزوجية                                                       | اليسي ميرتنز 2–6، 6–2، 6–4                                 | كلارتيي ليبنس                             | ساندرا زانيوسكا ناتاشا بالها                         | باربورا شتيفكوفا بولين باييت فاليريا بروسپيري كاتي دان                    |
| 14 أكتوبر 2013  | شرم الشيخ، مصر ملعب صلب 10،000 دولار قرعة المباريات الفردية والزوجية                                                       | علا أبو ذكري كارينا فيندتي 6–4، 6–4                        | بولين باييت لودميلا فاسيلييفا             | ساندرا زانيوسكا ناتاشا بالها                         | باربورا شتيفكوفا بولين باييت فاليريا بروسپيري كاتي دان                    |
| 14 أكتوبر 2013  | كاندية، اليونان سجادة $10،000 قرعة المباريات الفردية والزوجية                                                              | لايتيتيا سارازين 6–4، 6–0                                  | لاورا شادر                                | ليزا سابينو ماريا مارفوتينا                          | لينا ماري هوفمان نوزومي فوجيوكا فالنتيني جراماتيكوبولو دومينيكا باتروفا   |
| 14 أكتوبر 2013  | كاندية، اليونان سجادة $10،000 قرعة المباريات الفردية والزوجية                                                              | روزالي فان دير هوك ألكسندرا نانكاراو 6–3، 4–6، [10–7]      | نوزومي فوجيوكا تانابون ثونجسينج           | ليزا سابينو ماريا مارفوتينا                          | لينا ماري هوفمان نوزومي فوجيوكا فالنتيني جراماتيكوبولو دومينيكا باتروفا   |
| 14 أكتوبر 2013  | كينتانا رو، المكسيك ملعب صلب $10،000 قرعة المباريات الفردية والزوجية                                                       | دينيس موريشان 6–4، 6–1                                     | ريناتا زارازوا                            | أشلي وينهولد Victoria Rodríguez                      | Angelina Zhuravleva أليخاندرا سيسنيروس Brandy Mina دانييلا شيبيرس         |
| 14 أكتوبر 2013  | كينتانا رو، المكسيك ملعب صلب $10،000 قرعة المباريات الفردية والزوجية                                                       | Denise Muresan أشلي وينهولد 6–1، 7–5                       | Christiane Brigante Nikki Kallenberg      | أشلي وينهولد Victoria Rodríguez                      | Angelina Zhuravleva أليخاندرا سيسنيروس Brandy Mina دانييلا شيبيرس         |
| 14 أكتوبر 2013  | أنطاليا، تركيا ملعب ترابي $10،000 قرعة المباريات الفردية والزوجية                                                          | آنا بوغدان 6–4، 6–3                                        | Martina Kubičíková                        | Jesika Malečková Petra Uberalová                     | إيكاترين جورجودزي Natalija Kostić Anastasia Rudakova أناستازيا فدوفينكو   |
| 14 أكتوبر 2013  | أنطاليا، تركيا ملعب ترابي $10،000 قرعة المباريات الفردية والزوجية                                                          | بيا كونينغ Barbara Sobaszkiewicz 6–1، 6–4                  | Sviatlana Pirazhenka Julia Wachaczyk      | Jesika Malečková Petra Uberalová                     | إيكاترين جورجودزي Natalija Kostić Anastasia Rudakova أناستازيا فدوفينكو   |
| 21 أكتوبر 2013  | Internationaux Féminins de la Vienne بواتييه، فرنسا ملعب صلب (indoor) $100،000 Singles – Doubles                           | أليكساندرا ساسنوفيتش 6–1، 5–7، 6–4                         | صوفيا أرفيدسون                            | ألكساندرا كادانتسو هيذر واتسون                       | بولين بارمنتييه ميكايلا كرايتشيك أليسون ريسك آنيكا بيك                    |
| 21 أكتوبر 2013  | Internationaux Féminins de la Vienne بواتييه، فرنسا ملعب صلب (indoor) $100،000 Singles – Doubles                           | لوسي هراديكا ميكايلا كرايتشيك 7–6(7–5)، 6–2                | كريستينا مكهيل مونيكا نيكوليسكو           | ألكساندرا كادانتسو هيذر واتسون                       | بولين بارمنتييه ميكايلا كرايتشيك أليسون ريسك آنيكا بيك                    |
| 21 أكتوبر 2013  | Bendigo Women's International (1) بنديجو، أستراليا ملعب صلب $50،000 Singles – Doubles                                      | كاسي ديلاكوا 6–4، 6–4                                      | نوبون ليرتشيواكارن                        | إيرينا فالكوني أرينا روديونوفا                       | ساتشي إيشيزو إيرينا بافلوفيتش إريكا سما فيكتوريا راجيسيك                  |
| 21 أكتوبر 2013  | Bendigo Women's International (1) بنديجو، أستراليا ملعب صلب $50،000 Singles – Doubles                                      | إريكا سما يوريكا سما 3–6، 6–2، [11–9]                      | مونيك أدامكزاك أوليفيا روجوفسكا           | إيرينا فالكوني أرينا روديونوفا                       | ساتشي إيشيزو إيرينا بافلوفيتش إريكا سما فيكتوريا راجيسيك                  |
| 21 أكتوبر 2013  | National Bank Challenger Saguenay ساغينيه، كندا ملعب صلب (indoor) $50،000 Singles – Doubles                                | أنس جابر 6–7(0–7)، 6–3، 6–3                                | كوكو فانديوي                              | تيميا بابوش ميلاني أودين                             | جيسيكا بيجلا مارتا دوماتشوسكا فرانسواز أبندا أليز ليم                     |
| 21 أكتوبر 2013  | National Bank Challenger Saguenay ساغينيه، كندا ملعب صلب (indoor) $50،000 Singles – Doubles                                | مارتا دوماتشوسكا Andrea Hlaváčková 7–5، 6–3                | فرانسواز أبندا فيكتوريا دوفال             | تيميا بابوش ميلاني أودين                             | جيسيكا بيجلا مارتا دوماتشوسكا فرانسواز أبندا أليز ليم                     |
| 21 أكتوبر 2013  | هرتسليا، إسرائيل ملعب صلب $25،000 قرعة المباريات الفردية والزوجية نسخة محفوظة 2013-10-05 على موقع واي باك مشين.            | يوليا بيجيلزيمير 6–3، 4–6، 5–2، انسحاب.                    | كريستينا كوكوفا                           | تشالا بويوكاكاتشاي باشاك إرايدن                      | جوليا غلوشكو أناستاسيا فاسيليفا ميكايلا أونتشوفا ألكسندرا بانوفا          |
| 21 أكتوبر 2013  | هرتسليا، إسرائيل ملعب صلب $25،000 قرعة المباريات الفردية والزوجية نسخة محفوظة 2013-10-05 على موقع واي باك مشين.            | يوليا بيجيلزيمير أناستاسيا فاسيليفا 6–3، 6–3               | باشاك إرايدن ميليس سيزر                   | تشالا بويوكاكاتشاي باشاك إرايدن                      | جوليا غلوشكو أناستاسيا فاسيليفا ميكايلا أونتشوفا ألكسندرا بانوفا          |
| 21 أكتوبر 2013  | هاماماتسو، اليابان عشب $25،000 قرعة المباريات الفردية والزوجية نسخة محفوظة 2013-10-08 على موقع واي باك مشين.               | شاكو أوياما 7–6(7–4)، 6–1                                  | إري هوزمي                                 | زارينا دياز بيلندا بنشيتش                            | Miyabi Inoue صوفيا شاباتافا أكيكو يونيمورا ريكا فوجيوارا                  |
| 21 أكتوبر 2013  | هاماماتسو، اليابان عشب $25،000 قرعة المباريات الفردية والزوجية نسخة محفوظة 2013-10-08 على موقع واي باك مشين.               | شاكو أوياما جونري ناميجاتا 6–4، 6–3                        | بيلندا بنشيتش صوفيا شاباتافا              | زارينا دياز بيلندا بنشيتش                            | Miyabi Inoue صوفيا شاباتافا أكيكو يونيمورا ريكا فوجيوارا                  |
| 21 أكتوبر 2013  | الدار البيضاء، المغرب ملعب ترابي $25،000 قرعة المباريات الفردية والزوجية نسخة محفوظة 2013-10-05 على موقع واي باك مشين.     | فيكتوريا كان 6–4، 6–4                                      | أولغا سافتشوك                             | ديا إفتيموفا لورا سيجموند                            | Jovana Jakšić Karin Morgošová Paula Kania أناستازيا جريمالسكا             |
| 21 أكتوبر 2013  | الدار البيضاء، المغرب ملعب ترابي $25،000 قرعة المباريات الفردية والزوجية نسخة محفوظة 2013-10-05 على موقع واي باك مشين.     | Paula Kania Valeria Solovyeva 7–6(7–3)، 6–4                | سيسيليا كوستا ميلغار أناستازيا جريمالسكا  | ديا إفتيموفا لورا سيجموند                            | Jovana Jakšić Karin Morgošová Paula Kania أناستازيا جريمالسكا             |
| 21 أكتوبر 2013  | لاغوس، نيجيريا ملعب صلب $25،000 قرعة المباريات الفردية والزوجية نسخة محفوظة 2013-10-05 على موقع واي باك مشين.              | جويا باربييري 3–6، 6–3، 3–0، انسحاب                        | نينا براتشيكوفا                           | تادجا ماجريتش نايومي برودي                           | ميلاني كلافنير دليلا ياكوبوفيتش كريستينا دينو برارثانا ثومبار             |
| 21 أكتوبر 2013  | لاغوس، نيجيريا ملعب صلب $25،000 قرعة المباريات الفردية والزوجية نسخة محفوظة 2013-10-05 على موقع واي باك مشين.              | فاطمة النبهاني جويا باربييري 1–6، 6–4، [10–8]              | كوني بيرين شانيل سيموندز                  | تادجا ماجريتش نايومي برودي                           | ميلاني كلافنير دليلا ياكوبوفيتش كريستينا دينو برارثانا ثومبار             |
| 21 أكتوبر 2013  | فلورنس، الولايات المتحدة ملعب صلب $25،000 قرعة المباريات الفردية والزوجية نسخة محفوظة 2013-10-05 على موقع واي باك مشين.    | آنا تاتيشفيلي 6–2، 4–6، 6–4                                | ماديسون برينجل                            | آسيا محمد أدريانا بيريز                              | كاترينا ييرجينا كاتالينا كاستانيو كريستينا ماكاروفا ميشيل لارشر دي بريتو  |
| 21 أكتوبر 2013  | فلورنس، الولايات المتحدة ملعب صلب $25،000 قرعة المباريات الفردية والزوجية نسخة محفوظة 2013-10-05 على موقع واي باك مشين.    | أناميكا بهارجافا ماديسون برينجل 7–5، 7–5                   | كريستي بوكز أبيجيل غوثري                  | آسيا محمد أدريانا بيريز                              | كاترينا ييرجينا كاتالينا كاستانيو كريستينا ماكاروفا ميشيل لارشر دي بريتو  |
| 21 أكتوبر 2013  | ماركوس خواريز، الأرجنتين ملعب ترابي $10،000 قرعة المباريات الفردية والزوجية                                                | كارولينا زيبالوس 4–6، 7–6(7–3)، 7–5                        | جولييتا لارا استابل                       | كونستانزا فيغا فرناندا بريتو                         | ناديه بودوروسكا إيفانيا مارتينيتش كارولينا دي لوس سانتوس صوفيا لويني      |
| 21 أكتوبر 2013  | ماركوس خواريز، الأرجنتين ملعب ترابي $10،000 قرعة المباريات الفردية والزوجية                                                | كارلا بروزيسي أفيللا كارولينا زيبالوس 6–2، 6–2             | صوفيا لويني غوادالوبي بيريز روجاس         | كونستانزا فيغا فرناندا بريتو                         | ناديه بودوروسكا إيفانيا مارتينيتش كارولينا دي لوس سانتوس صوفيا لويني      |
| 21 أكتوبر 2013  | بوغوتا، كولومبيا ملعب صلب $10،000 قرعة المباريات الفردية والزوجية                                                          | أندريا كوخ بنفنوتو 6–3، 6–3                                | آنا كاتالينا آلزاتي إسمورزايفا            | مونتسيرات غونزاليس سزابينا سزلافيكوفيكس              | باولا أندريا بيريز نعومي تواتكا جاد شولينك كاميلا سيلفا                   |
| 21 أكتوبر 2013  | بوغوتا، كولومبيا ملعب صلب $10،000 قرعة المباريات الفردية والزوجية                                                          | دومينيكا غونزاليس كاميلا سيلفا 6–2، 6–4                    | آنا كاتالينا آلزاتي إسمورزايفا جاد شولينك | مونتسيرات غونزاليس سزابينا سزلافيكوفيكس              | باولا أندريا بيريز نعومي تواتكا جاد شولينك كاميلا سيلفا                   |
| 21 أكتوبر 2013  | دوبروفنيك، كرواتيا ملعب ترابي $10،000 قرعة المباريات الفردية والزوجية                                                      | باربورا كرجتشيكوفا 6–1، 3–6، 6–0                           | بولونا ريبرشاك                            | آغنيس بوكته إيفا ميكوفيك                             | سيلا أرجيلان غابرييلا بانتوشكوفا لينكا جريكوفا فيفيان يوهاتسوفا           |
| 21 أكتوبر 2013  | دوبروفنيك، كرواتيا ملعب ترابي $10،000 قرعة المباريات الفردية والزوجية                                                      | آغنيس بوكته فيفيان يوهاتسوفا 6–3، 6–3                      | لينكا جريكوفا باربورا كرجتشيكوفا          | آغنيس بوكته إيفا ميكوفيك                             | سيلا أرجيلان غابرييلا بانتوشكوفا لينكا جريكوفا فيفيان يوهاتسوفا           |
| 21 أكتوبر 2013  | شرم الشيخ، مصر ملعب صلب $10،000 قرعة المباريات الفردية والزوجية                                                            | إليسي ميرتنز 6–7(0–7)، 6–1، 6–3                            | كلارتيه ليبنز                             | ساندرا زانيوسكا بولين باييت                          | فاليريا بروسپري ڤاليريا ستراخوفا شويتا رانا ناتاليا كوستيك                |
| 21 أكتوبر 2013  | شرم الشيخ، مصر ملعب صلب $10،000 قرعة المباريات الفردية والزوجية                                                            | إليسي ميرتنز ساندرا زانيوسكا 6–4، 6–7(5–7)، [12–10]        | ڤاليريا ستراخوفا كارينا ڤنديتّي            | ساندرا زانيوسكا بولين باييت                          | فاليريا بروسپري ڤاليريا ستراخوفا شويتا رانا ناتاليا كوستيك                |
| 21 أكتوبر 2013  | هيراكليون، اليونان سجادة $10،000 قرعة المباريات الفردية والزوجية                                                           | لينا-ماري هوفمان 6–4، 4–6، 6–0                             | ليزا سابينو                               | لاتيتيا سارازين ألكسندرا نانكارو                     | كيلي فيرستيج دومينيكا باتروفا لويزا ماري هوبير نيكوليتا-كاتالينا داسكالاو |
| 21 أكتوبر 2013  | هيراكليون، اليونان سجادة $10،000 قرعة المباريات الفردية والزوجية                                                           | روزا لي فان دير هوك ماندي واجيميكار 3–6، 6–0، [10–6]       | دومينيكا باتروفا نيكولا شواينروڤا         | لاتيتيا سارازين ألكسندرا نانكارو                     | كيلي فيرستيج دومينيكا باتروفا لويزا ماري هوبير نيكوليتا-كاتالينا داسكالاو |
| 21 أكتوبر 2013  | كوينتانا رو، المكسيك ملعب صلب $10،000 قرعة المباريات الفردية والزوجية                                                      | أشلي وينهولد 6–3، 4–6، 7–5                                 | ريناتا سارازوا                            | دينيس ميوريسان فيكتوريا رودريغيز                     | إيما فلود كونستانزا غورشيس أليخاندرا سيسنيروس شتيفاني ستيمر               |
| 21 أكتوبر 2013  | كوينتانا رو، المكسيك ملعب صلب $10،000 قرعة المباريات الفردية والزوجية                                                      | دانييلا شيبيرس فرانشيسكا سيجاريلي 7–5، 7–6(7–2)            | كونستانزا غورشيس جيسيكا هينوجوسا غوميز    | دينيس ميوريسان فيكتوريا رودريغيز                     | إيما فلود كونستانزا غورشيس أليخاندرا سيسنيروس شتيفاني ستيمر               |
| 21 أكتوبر 2013  | ستوكهولم، السويد ملعب صلب (داخلي) $10،000 قرعة المباريات الفردية والزوجية                                                  | ريبيكا بيترسون 7–6(7–2)، 6–2                               | تايسيا مورديرغ                            | زوزانا لوكناروفا سوزان سيليك                         | هيلدا ميلاندر آنا دانيلينا كورنيليا ليستر إستل جويزارد                    |
| 21 أكتوبر 2013  | ستوكهولم، السويد ملعب صلب (داخلي) $10،000 قرعة المباريات الفردية والزوجية                                                  | ماريا موخ إيفا بالما 6–2، 6–2                              | إيما إيك زوزانا لوكناروفا                 | زوزانا لوكناروفا سوزان سيليك                         | هيلدا ميلاندر آنا دانيلينا كورنيليا ليستر إستل جويزارد                    |
| 21 أكتوبر 2013  | أنطاليا، تركيا ملعب ترابي $10،000 قرعة المباريات الفردية والزوجية                                                          | أنستاسيا روداكوفا 6–1، 6–0                                 | إيكاترين جورجودزي                         | قالب:بيانات بلد تشيكيا مارتينا كوبيشيكوفا بيا كونينغ | كورين ليموين ماري بينوا كميل شيلي قالب:بيانات بلد تشيكيا جيسيكا ماليكوفا  |
| 21 أكتوبر 2013  | أنطاليا، تركيا ملعب ترابي $10،000 قرعة المباريات الفردية والزوجية                                                          | غابريلا فان دي غراف كورين ليموين 6–3، 0–6، [10–7]          | ماري بينوا كيمبرلي زيمرمان                | قالب:بيانات بلد تشيكيا مارتينا كوبيشيكوفا بيا كونينغ | كورين ليموين ماري بينوا كميل شيلي قالب:بيانات بلد تشيكيا جيسيكا ماليكوفا  |
| 28 أكتوبر، 2013 | Aegon GB Pro-Series Barnstaple بارنستابلي، المملكة المتحدة ملعب صلب (indoor) $75،000 Singles – Doubles                     | مارتا سيروتكينا 7–6(5–7)، 6–3، 6–7(8–6)                    | كريستينا بليسكوفا                         | آنيكا بيك جوانا كونتا                                | نايومي برودي كاترينا سينياكوفا هيذر واتسون أليسون ريسكي                   |
| 28 أكتوبر، 2013 | Aegon GB Pro-Series Barnstaple بارنستابلي، المملكة المتحدة ملعب صلب (indoor) $75،000 Singles – Doubles                     | نايومي برودي كريستينا بليسكوفا 3–6، 6–3، [10–5]            | رالوكا أولارو تاميرا باسيك                | آنيكا بيك جوانا كونتا                                | نايومي برودي كاترينا سينياكوفا هيذر واتسون أليسون ريسكي                   |
| 28 أكتوبر، 2013 | Open GDF Suez Nantes Atlantique نانت، فرنسا ملعب صلب (indoor) $50،000+H Singles – Doubles                                  | أليكساندرا ساسنوفيتش 6–4، 4–6، 2–6                         | ماجدا لينيت                               | ناديا كيتشينوك كلير فويرشتاين                        | أماندين هيس لارا أروابارينا كيني ليسن ستيفاني فوريتز جاكون                |
| 28 أكتوبر، 2013 | Open GDF Suez Nantes Atlantique نانت، فرنسا ملعب صلب (indoor) $50،000+H Singles – Doubles                                  | لوسي هراديكا ميكايلا كرايتشيك 2–6، 3–6                     | ستيفاني فوريتز جاكون إيفا هردينوفا        | ناديا كيتشينوك كلير فويرشتاين                        | أماندين هيس لارا أروابارينا كيني ليسن ستيفاني فوريتز جاكون                |
| 28 أكتوبر، 2013 | Bendigo Women's International (2) بنديجو، أستراليا ملعب صلب $50،000 Singles – Doubles                                      | كاسي ديلاكوا 1–6، 3–6                                      | تامي باترسون                              | إيرينا بافلوفيتش أوليفيا روجوفسكا                    | إما ميكولتشيتش ساتشي إيشيزو نوبون ليرتشيواكارن مونيك أدامكزاك             |
| 28 أكتوبر، 2013 | Bendigo Women's International (2) بنديجو، أستراليا ملعب صلب $50،000 Singles – Doubles                                      | مونيك أدامكزاك أوليفيا روجوفسكا 6–3، 2–6، [11–9]           | ستيفاني بينجسون سالي بيرز                 | إيرينا بافلوفيتش أوليفيا روجوفسكا                    | إما ميكولتشيتش ساتشي إيشيزو نوبون ليرتشيواكارن مونيك أدامكزاك             |
| 28 أكتوبر، 2013 | Tevlin Women's Challenger تورونتو، كندا ملعب صلب (indoor) $50،000 Singles – Doubles                                        | فيكتوريا دوفال 7–5، انسحاب.                                | تيميا بابوش                               | ميلاني أودين أندريا هلافاتشكوفا                      | أنس جابر جيسيكا بيجلا أليز ليم ماندي مينلا                                |
| 28 أكتوبر، 2013 | Tevlin Women's Challenger تورونتو، كندا ملعب صلب (indoor) $50،000 Singles – Doubles                                        | فرانسواز أبندا فيكتوريا دوفال 7–6(7–5)، 2–6، [11–9]        | ميلاني أودين جيسيكا بيجلا                 | ميلاني أودين أندريا هلافاتشكوفا                      | أنس جابر جيسيكا بيجلا أليز ليم ماندي مينلا                                |
| 28 أكتوبر، 2013 | Caesar & Imperial Cup تايبيه، تايوان ملعب صلب $50،000 Singles – Doubles                                                    | باولا كانيا 6–1، 6–3                                       | زارينا دياز                               | أليسون فان يوتفانخ جويا باربييري                     | ماري تاناكا إيكاترينا بيشكوفا تشان يونغ جان أرانتشا روس                   |
| 28 أكتوبر، 2013 | Caesar & Imperial Cup تايبيه، تايوان ملعب صلب $50،000 Singles – Doubles                                                    | ليزلي كيركوف أرانتشا روس 6–4، 2–6، [14–12]                 | تشن يي لوكسيكا كومخوم                     | أليسون فان يوتفانخ جويا باربييري                     | ماري تاناكا إيكاترينا بيشكوفا تشان يونغ جان أرانتشا روس                   |
| 28 أكتوبر، 2013 | تحدي برو النساء جون نيوكومب نيو براونفيلز، الولايات المتحدة ملعب صلب $50،000 فردي – زوجي                                   | آنا تاتيشفيلي 6–4، 6–4                                     | إليتسا كوستوفا                            | نيكول غيبس دانييل لاو                                | لويزا تشيريكو ماريا سانشيز ساناز ماراند ماديسون برينجل                    |
| 28 أكتوبر، 2013 | تحدي برو النساء جون نيوكومب نيو براونفيلز، الولايات المتحدة ملعب صلب $50،000 فردي – زوجي                                   | آنا تاتيشفيلي كوكو فانديويغي 3–6، 6–3، [13–11]             | آسيا محمد تايلور تاونسند                  | نيكول غيبس دانييل لاو                                | لويزا تشيريكو ماريا سانشيز ساناز ماراند ماديسون برينجل                    |
| 28 أكتوبر، 2013 | كأس سامسونج للأوراق المالية سول، كوريا الجنوبية ملعب صلب $25،000 فردي – زوجي                                               | هان نا لاي 6–4، 6–4                                        | كيم دا هاي                                | فارفارا فلينك لي سو را                               | لي يي را جانغ سو جونج لو جياجينغ ناو هيبينو                               |
| 28 أكتوبر، 2013 | كأس سامسونج للأوراق المالية سول، كوريا الجنوبية ملعب صلب $25،000 فردي – زوجي                                               | هان نا لاي يو مي 2–6، 6–3، [10–6]                          | كيم سن جونغ يو مين هوا                    | فارفارا فلينك لي سو را                               | لي يي را جانغ سو جونج لو جياجينغ ناو هيبينو                               |
| 28 أكتوبر، 2013 | إسطنبول، تركيا ملعب صلب (داخلي) $25،000 قرعة المباريات الفردية والزوجية                                                    | كسينيا بيرفاك 6–0، 7–5                                     | أنهيلينا كالينينا                         | نيجينا أبدوريموفا إليزافيتا كوليتشكوفا               | مايا كاتسيتادزي كاتيرينا كوزلوفا ميكايلا أونتشوفا تيريزا سميتكوفا         |
| 28 أكتوبر، 2013 | إسطنبول، تركيا ملعب صلب (داخلي) $25،000 قرعة المباريات الفردية والزوجية                                                    | تشالا بويوكاكاتشاي بيمرا أوزجن 6–3، 6–2                    | صوفيا شاباتافا أناستاسيا فاسيليفا         | نيجينا أبدوريموفا إليزافيتا كوليتشكوفا               | مايا كاتسيتادزي كاتيرينا كوزلوفا ميكايلا أونتشوفا تيريزا سميتكوفا         |
| 28 أكتوبر، 2013 | كاراكاس، فنزويلا ملعب صلب $25،000 قرعة المباريات الفردية والزوجية نسخة محفوظة 2013-10-05 على موقع واي باك مشين.            | فيرونيكا سبيد رويج 6–2، 6–2                                | لورا بيجوسي                               | مونتسيرات غونزاليس ماريا إيروغيين                    | فلورنسيا مولينيرو سزابينا سزلافيكوفيكس كاتالينا بييا ماريا فرناندا ألفيس  |
| 28 أكتوبر، 2013 | كاراكاس، فنزويلا ملعب صلب $25،000 قرعة المباريات الفردية والزوجية نسخة محفوظة 2013-10-05 على موقع واي باك مشين.            | فيرونيكا سبيد رويج أدريانا بيريز 6–3، 6–3                  | فلورنسيا مولينيرو لورا بيجوسي             | مونتسيرات غونزاليس ماريا إيروغيين                    | فلورنسيا مولينيرو سزابينا سزلافيكوفيكس كاتالينا بييا ماريا فرناندا ألفيس  |
| 28 أكتوبر، 2013 | بوينس آيرس، الأرجنتين ملعب ترابي $10،000 قرعة المباريات الفردية والزوجية                                                   | كارولينا سيبالوس 6–4، 6–3                                  | صوفيا بلانكو                              | كونستانزا فيغا صوفيا لوني                            | كارلا بروزيسي أفيلا فرناندا بريتو لورا كاردوني آنا مادكور                 |
| 28 أكتوبر، 2013 | بوينس آيرس، الأرجنتين ملعب ترابي $10،000 قرعة المباريات الفردية والزوجية                                                   | فرناندا بريتو كارولينا دي لوس سانتوس 7–6(7–3)، 4–6، [10–6] | آنا فيكتوريا جوببي مونلاو كونستانزا فيغا  | كونستانزا فيغا صوفيا لوني                            | كارلا بروزيسي أفيلا فرناندا بريتو لورا كاردوني آنا مادكور                 |
| 28 أكتوبر، 2013 | أوماغ، كرواتيا ملعب ترابي $10،000 قرعة المباريات الفردية والزوجية                                                          | باربورا كرجتشيكوفا 6–1، 6–4                                | أغنيس بوكتا                               | جابريلا بانتوشكوفا ميلانا شبريمو                     | بولونا ريبرشاك أليس بالدوتشي نيكا كوفاتش تيريزا ماليكوفا                  |
| 28 أكتوبر، 2013 | أوماغ، كرواتيا ملعب ترابي $10،000 قرعة المباريات الفردية والزوجية                                                          | فيفيين جوهاسزوفا تيريزا ماليكوفا 6–4، 7–6(7–5)             | آغنيس بوكته باربورا كرجتشيكوفا            | جابريلا بانتوشكوفا ميلانا شبريمو                     | بولونا ريبرشاك أليس بالدوتشي نيكا كوفاتش تيريزا ماليكوفا                  |
| 28 أكتوبر، 2013 | شرم الشيخ، مصر ملعب صلب $10،000 قرعة المباريات الفردية والزوجية                                                            | ساندرا زانيوسكا 6–4، 6–1                                   | فاليريا بروسپري                           | أرابيلا فيرنانديز رابنر فاليريا سترخوفا              | جوليا بروزوني جانينا تولين ناتاليا كوستيتش لينا لوتزيلير                  |
| 28 أكتوبر، 2013 | شرم الشيخ، مصر ملعب صلب $10،000 قرعة المباريات الفردية والزوجية                                                            | بولين باييه فاليريا بروسپري 5–7، 6–4، [10–5]               | جوليا بروزوني شويتا رانا                  | أرابيلا فيرنانديز رابنر فاليريا سترخوفا              | جوليا بروزوني جانينا تولين ناتاليا كوستيتش لينا لوتزيلير                  |
| 28 أكتوبر، 2013 | هيراكليون، اليونان أرضية سجادية $10،000 قرعة المباريات الفردية والزوجية                                                    | ليتيتيا سارازين 7–5، 6–2                                   | ناتاليا سيدليسكا                          | جوليا ستاماتوفا فيرونيكا كولاروفا                    | ماندي واجيمكر نيكولا شفاينيروفا روزالي فان دير هوك لويزا ماري هوبر        |
| 28 أكتوبر، 2013 | هيراكليون، اليونان أرضية سجادية $10،000 قرعة المباريات الفردية والزوجية                                                    | فيرونيكا كولاروفا نيكولا شفاينيروفا 6–4، 6–2               | لويزا ماري هوبر كارولين شميت              | جوليا ستاماتوفا فيرونيكا كولاروفا                    | ماندي واجيمكر نيكولا شفاينيروفا روزالي فان دير هوك لويزا ماري هوبر        |
| 28 أكتوبر، 2013 | كوينتانا رو، المكسيك ملعب صلب $10،000 قرعة المباريات الفردية والزوجية                                                      | فيكتوريا رودريغيز 6–2، 6–4                                 | لورين ألبانيز                             | كونستانزا غورشس ماتيلدا هاملين                       | إيما فلود كيت تورفي ستيفاني ستيمر جيني شيبينس                             |
| 28 أكتوبر، 2013 | كوينتانا رو، المكسيك ملعب صلب $10،000 قرعة المباريات الفردية والزوجية                                                      | كريستينا بلايكيفيتش براندي مينا 7–6(7–2)، 6–2              | كارولينا بيتانكورت كاميلا فوينتيس         | كونستانزا غورشس ماتيلدا هاملين                       | إيما فلود كيت تورفي ستيفاني ستيمر جيني شيبينس                             |
| 28 أكتوبر، 2013 | بينايكارلو، إسبانيا ملعب ترابي $10،000 قرعة المباريات الفردية والزوجية                                                     | أندريا غاميز 6–2، 6–0                                      | جاد سوفجهان                               | بولا بادوسا أليكساندرا نانكاراو                      | ألكسندرا زينوفكا أولغا سايز لارا ميار شريف أنجيلا ليوورس                  |
| 28 أكتوبر، 2013 | بينايكارلو، إسبانيا ملعب ترابي $10،000 قرعة المباريات الفردية والزوجية                                                     | تاتيانا بوا لوسيا سيرفيرا فاسكيز 6–3، 6–0                  | سوجانيا بافيسيتي تشو آيوين                | بولا بادوسا أليكساندرا نانكاراو                      | ألكسندرا زينوفكا أولغا سايز لارا ميار شريف أنجيلا ليوورس                  |
| 28 أكتوبر، 2013 | ستوكهولم، السويد ملعب صلب (indoor) $10،000 قرعة المباريات الفردية والزوجية                                                 | ريبيكا بيترسون 6–7(4–7)، 6–2، 6–4                          | زوزانا لوكناروفا                          | سوزان سليك تيس سوغنو                                 | دونيكا باشوتا كليمينس فايل إيفا بالما جوليا فاكايتشيك                     |
| 28 أكتوبر، 2013 | ستوكهولم، السويد ملعب صلب (indoor) $10،000 قرعة المباريات الفردية والزوجية                                                 | دونيكا باشوتا سوزان سليك 6–1، 6–4                          | إيما إيك زوزانا لوكناروفا                 | سوزان سليك تيس سوغنو                                 | دونيكا باشوتا كليمينس فايل إيفا بالما جوليا فاكايتشيك                     |
| 28 أكتوبر، 2013 | أنطاليا، تركيا ملعب ترابي $10،000 قرعة المباريات الفردية والزوجية                                                          | باتريسيا ماريا تيغ 6–2، 4–2، انسحاب.                       | رالوكا إلينا بلاتون                       | ماري بينوا إيكاترين جورجودزي                         | كيمبرلي زيمرمان بيا كونينغ جيل نورا إنجلمان غيثة عتيق                     |
| 28 أكتوبر، 2013 | أنطاليا، تركيا ملعب ترابي $10،000 قرعة المباريات الفردية والزوجية                                                          | ديانا بوزيان رالوكا إلينا بلاتون 3–6، 6–3، [10–5]          | إيكاترين جورجودزي بيا كونينغ              | ماري بينوا إيكاترين جورجودزي                         | كيمبرلي زيمرمان بيا كونينغ جيل نورا إنجلمان غيثة عتيق                     |

### نوفمبر
| الأسبوع         | البطولة | الفائزات                                                        | الوصيفات                                               | المتأهلات لنصف النهائي                  | المتأهلات لربع النهائي                                                                    |
| --------------- | --- | --------------------------------------------------------------- | ------------------------------------------------------ | --------------------------------------- | ----------------------------------------------------------------------------------------- |
| 4 نوفمبر 2013   | كأس كيمر إسطنبول، تركيا ملعب صلب (indoor) $50،000 Singles – Doubles                                                          | كسينيا بيرفاك 6–4، 7–6(7–4)                                     | إيفا بيرنروفا                                          | تيريزا سميتكوفا كاترينا كوزلوفا         | ألكسندرا بانوفا مارتا سيروتكينا جوفانا جاكيتش آنا فرلجيتش                                 |
| 4 نوفمبر 2013   | كأس كيمر إسطنبول، تركيا ملعب صلب (indoor) $50،000 Singles – Doubles                                                          | نيجينا أبدوريموفا ماريا إلينا كاميرين 6–3، 2–6، [10–8]          | تادجا ماجريتش أندريا ميتو                              | تيريزا سميتكوفا كاترينا كوزلوفا         | ألكسندرا بانوفا مارتا سيروتكينا جوفانا جاكيتش آنا فرلجيتش                                 |
| 4 نوفمبر 2013   | منتجع جزيرة ساوث سيز برو كلاسيك للسيدات جزيرة كابتيفا، الولايات المتحدة ملعب صلب $50،000 Singles – Doubles                   | ماندي مينلا 6–3، 6–3                                            | غابرييلا دابروفسكي                                     | جوليا كوهين آلي كيك                     | نيكول غيبس جيسيكا بيجلا إليتسا كوستوفا جوليا بوسوروب                                      |
| 4 نوفمبر 2013   | منتجع جزيرة ساوث سيز برو كلاسيك للسيدات جزيرة كابتيفا، الولايات المتحدة ملعب صلب $50،000 Singles – Doubles                   | غابرييلا دابروفسكي آلي ويل 1–6، 2–6                             | جوليا بوسوروب ألكسندرا مولر                            | جوليا كوهين آلي كيك                     | نيكول غيبس جيسيكا بيجلا إليتسا كوستوفا جوليا بوسوروب                                      |
| 4 نوفمبر 2013   | إيكوردفيل، فرنسا ملعب صلب (indoor) $25،000 قرعة المباريات الفردية والزوجية نسخة محفوظة 2013-11-04 على موقع واي باك مشين.     | أماندين هيس 7–6(7–5)، 3–6، 4–6                                  | تيميا باشينسكي                                         | إيرينا رامياليسون ديانا مارسنكفيتشا     | إنجا بريسلان جوليا جاتو مونتيكوني ميكايلا أونتشوفا كريستينا بارويس                        |
| 4 نوفمبر 2013   | إيكوردفيل، فرنسا ملعب صلب (indoor) $25،000 قرعة المباريات الفردية والزوجية نسخة محفوظة 2013-11-04 على موقع واي باك مشين.     | تيميا باشينسكي كريستينا بارويس 6–4، 3–6                         | ديانا مارسنكفيتشا إيفا واكانو                          | إيرينا رامياليسون ديانا مارسنكفيتشا     | إنجا بريسلان جوليا جاتو مونتيكوني ميكايلا أونتشوفا كريستينا بارويس                        |
| 4 نوفمبر 2013   | نور سلطان، كازاخستان ملعب صلب (indoor) $25،000 قرعة المباريات الفردية والزوجية نسخة محفوظة 2014-07-25 على موقع واي باك مشين. | ناديا كيتشينوك 3–6، 1–6                                         | كرمن إيلونا                                            | سابينا شاريبوفا مارغريتا غاسباريان      | كاميلا كيرمباييفا ألينا تاراسوفا يوجينيا باشكوفا كاترينا فانكوفا                          |
| 4 نوفمبر 2013   | نور سلطان، كازاخستان ملعب صلب (indoor) $25،000 قرعة المباريات الفردية والزوجية نسخة محفوظة 2014-07-25 على موقع واي باك مشين. | ليودميلا كيتشينوك ناديا كيتشينوك 1–6، 1–6                       | ألكسندرا أرتامونوفا يوجينيا باشكوفا                    | سابينا شاريبوفا مارغريتا غاسباريان      | كاميلا كيرمباييفا ألينا تاراسوفا يوجينيا باشكوفا كاترينا فانكوفا                          |
| 4 نوفمبر 2013   | فوكيت، تايلند ملعب صلب (داخلي) 15،000 دولار قرعة المباريات الفردية والزوجية                                                  | تشانغ لينغ 2–6، 6–7(7–9)                                        | نيشا ليرتبيتاكسينتشاي                                  | لو جياجينغ إيزابيلا هولاند              | صوفيا كوفاليتس تشوي جي هي مانو أركانجيولي باتشارين تشيبشاندج                              |
| 4 نوفمبر 2013   | فوكيت، تايلند ملعب صلب (داخلي) 15،000 دولار قرعة المباريات الفردية والزوجية                                                  | لو جياجينغ لو جياشيانغ 4–6، 5–7                                 | بينجتارن بليبويتش فرنيا وونجتينتشاي                    | لو جياجينغ إيزابيلا هولاند              | صوفيا كوفاليتس تشوي جي هي مانو أركانجيولي باتشارين تشيبشاندج                              |
| 4 نوفمبر 2013   | بوينس آيرس، الأرجنتين ملعب ترابي 10،000 دولار قرعة المباريات الفردية والزوجية                                                | فينيسا فورلانيتو 6–7(5–7)، 6–3، 6–7(4–7)                        | كاتالينا بيلا                                          | جوليتا لارا استابل صوفيا بلانكو         | صوفيا لويني كونستانزا فيغا فرناندا بريتو غوادالوبي مورينو                                 |
| 4 نوفمبر 2013   | بوينس آيرس، الأرجنتين ملعب ترابي 10،000 دولار قرعة المباريات الفردية والزوجية                                                | صوفيا لويني كاتالينا بيلا 6–4، 6–4                              | فرناندا بريتو كارولينا دي لوس سانتوس                   | جوليتا لارا استابل صوفيا بلانكو         | صوفيا لويني كونستانزا فيغا فرناندا بريتو غوادالوبي مورينو                                 |
| 4 نوفمبر 2013   | ساو جوزيه دو ريو بريتو، البرازيل ملعب ترابي $10،000 قرعة المباريات الفردية والزوجية                                          | غابرييلا سي 6–2، 4–6، 7–5                                       | كارولينا ألفيس                                         | ناثاليا روسي ناتالي كوراتا              | إدواردا بياي سولين أبيل فلافيا غيمارايش بوينو إفوني ألفارو                                |
| 4 نوفمبر 2013   | ساو جوزيه دو ريو بريتو، البرازيل ملعب ترابي $10،000 قرعة المباريات الفردية والزوجية                                          | غابرييلا سي ناثاليا روسي 6–3، 6–4                               | كارولينا ألفيس جوليانا روشا كاردوسو                    | ناثاليا روسي ناتالي كوراتا              | إدواردا بياي سولين أبيل فلافيا غيمارايش بوينو إفوني ألفارو                                |
| 4 نوفمبر 2013   | أوماغ، كرواتيا ملعب ترابي $10،000 قرعة المباريات الفردية والزوجية                                                            | آغنيس بوكتا 6–0، 6–1                                            | أدريانا ليكاي                                          | فيفيان يوهاسوفا سيلفيا نجيريتش          | كريستينا شمييدلوفا بولونا ريبيرشاك أليونا سوتنيكوفا تيريزا ماليكوفا                       |
| 4 نوفمبر 2013   | أوماغ، كرواتيا ملعب ترابي $10،000 قرعة المباريات الفردية والزوجية                                                            | أغنيس بوكاتا فيفيان يوهاسوفا 6–4، 6–0                           | أليونا سوتنيكوفا جوليا سوساريلو                        | فيفيان يوهاسوفا سيلفيا نجيريتش          | كريستينا شمييدلوفا بولونا ريبيرشاك أليونا سوتنيكوفا تيريزا ماليكوفا                       |
| 4 نوفمبر 2013   | شرم الشيخ، مصر ملعب صلب $10،000 قرعة المباريات الفردية والزوجية                                                              | إيفانا جوروفيتش 6–0، 6–2                                        | جانينا تولين                                           | نينا ستادلر إلينا-تيودورا كادار         | نيكولا هوراكاوفا جوليا بروتزوني هانا لاندر يانيكا ويككرينك                                |
| 4 نوفمبر 2013   | شرم الشيخ، مصر ملعب صلب $10،000 قرعة المباريات الفردية والزوجية                                                              | ناتيلا دزالاميدزه كريستينا كازيموفا 6–4، 6–3                    | إلينا-تيودورا كادار أرابيلا فرنانديز رابنير            | نينا ستادلر إلينا-تيودورا كادار         | نيكولا هوراكاوفا جوليا بروتزوني هانا لاندر يانيكا ويككرينك                                |
| 4 نوفمبر 2013   | هيراكليون، اليونان Carpet $10،000 قرعة المباريات الفردية والزوجية                                                            | ناتاليا سيدليزكا 6–1، 6–4                                       | فيندولا زوفينكوفا                                      | كارين كينل لويزا ماري هوبر              | ستيفي ديستلمنز مارينا لازيتش إلكا تشوريجي ناديا كولب                                      |
| 4 نوفمبر 2013   | هيراكليون، اليونان Carpet $10،000 قرعة المباريات الفردية والزوجية                                                            | سيلا بورزاني إلكا تشوريجي 4–6، 6–3، [11–9]                      | مارينا كولب ناديا كولب                                 | كارين كينل لويزا ماري هوبر              | ستيفي ديستلمنز مارينا لازيتش إلكا تشوريجي ناديا كولب                                      |
| 4 نوفمبر 2013   | ليما، بيرو ملعب ترابي $10،000 قرعة المباريات الفردية والزوجية                                                                | آنا صوفيا سانشيز 6–3، 5–7، 6–4                                  | فرانشيسكا سيجاريلي                                     | ماريا فرناندا هيرازو ماريا بولينا بيريز | غابرييلا فيريرا سانابريا ماكارينا أوليفارس لوبيز أندريا كوخ بنفنوتو سارة خيمينيز          |
| 4 نوفمبر 2013   | ليما، بيرو ملعب ترابي $10،000 قرعة المباريات الفردية والزوجية                                                                | ألذانا تشيكاريلي فرانشيسكا سيجاريلي 6–2، 4–6، [10–5]            | دانييلا فارفان كاثرين ميراندا تشانغ                    | ماريا فرناندا هيرازو ماريا بولينا بيريز | غابرييلا فيريرا سانابريا ماكارينا أوليفارس لوبيز أندريا كوخ بنفنوتو سارة خيمينيز          |
| 4 نوفمبر 2013   | بني العروس، إسبانيا ملعب ترابي $10،000 قرعة المباريات الفردية والزوجية                                                       | أولجا سايز لارا 4–6، 7–5، 6–4                                   | ميار شريف                                              | أندريا غاميز ماريا سكاري                | لوسيا سيرفيرا فازكيز بولا بادوسا جاد سوفراين زيمينا هيرموسو                               |
| 4 نوفمبر 2013   | بني العروس، إسبانيا ملعب ترابي $10،000 قرعة المباريات الفردية والزوجية                                                       | تاتيانا بوا لوسيا سيرفيرا فازكيز 6–3، 6–2                       | ساوجانيا بافيسيتي زو أيوين                             | أندريا غاميز ماريا سكاري                | لوسيا سيرفيرا فازكيز بولا بادوسا جاد سوفراين زيمينا هيرموسو                               |
| 4 نوفمبر 2013   | أنطاليا، تركيا ملعب ترابي $10،000 قرعة المباريات الفردية والزوجية                                                            | باتريسيا ماريا تيغ 6–7(5–7)، 6–2، 6–2                           | مارتينا كوبيشيكوفا                                     | آنا بوغدان إيكاترين جورجودزي            | صوفيا كفاتسابايا رالوكا إلينا بلاتون ديانا بوزيان لينا جورشيسكا                           |
| 4 نوفمبر 2013   | أنطاليا، تركيا ملعب ترابي $10،000 قرعة المباريات الفردية والزوجية                                                            | ديانا بوزيان رالوكا إلينا بلاتون 7–5، 6–1                       | لينا جورشيسكا مارتينا كوبيشيكوفا                       | آنا بوغدان إيكاترين جورجودزي            | صوفيا كفاتسابايا رالوكا إلينا بلاتون ديانا بوزيان لينا جورشيسكا                           |
| 4 نوفمبر 2013   | سلسلة إيغون برو لوفبرا لوفبرا، المملكة المتحدة ملعب صلب (indoor) $10،000 قرعة المباريات الفردية والزوجية                     | آنا سميث 6–3، 7–5                                               | كلارتجي ليبنس                                          | جاسمين أمبر أصغار نيكولا فيجدوفا        | لينا-ماري هوفمان كاميلا روساتيليو كاتي دان فريا كريستي                                    |
| 4 نوفمبر 2013   | سلسلة إيغون برو لوفبرا لوفبرا، المملكة المتحدة ملعب صلب (indoor) $10،000 قرعة المباريات الفردية والزوجية                     | جوسلين ري آنا سميث 6–0، 4–6، [10–3]                             | فرانشيسكا بالمينيانو كاميلا روساتيليو                  | جاسمين أمبر أصغار نيكولا فيجدوفا        | لينا-ماري هوفمان كاميلا روساتيليو كاتي دان فريا كريستي                                    |
| 11 نوفمبر، 2013 | تحدي التنس الحبتور دبي، الإمارات العربية المتحدة ملعب صلب $75،000 الفردي – الزوجي                                            | يانا كابلوفا 6–1، 6–2                                           | ماريا إلينا كاميرين                                    | آنا كونجوه باتريسيا ماير أخلايتنر       | آنا لينا فريدسام ليودميلا كيتشينوك يوليا بوتنتسيفا تادجا ماجريتش                          |
| 11 نوفمبر، 2013 | تحدي التنس الحبتور دبي، الإمارات العربية المتحدة ملعب صلب $75،000 الفردي – الزوجي                                            | فيتاليا دياتشينكو أولغا سافتشوك 7–5، 6–1                        | ليودميلا كيتشينوك ناديا كيتشينوك                       | آنا كونجوه باتريسيا ماير أخلايتنر       | آنا لينا فريدسام ليودميلا كيتشينوك يوليا بوتنتسيفا تادجا ماجريتش                          |
| 11 نوفمبر، 2013 | مينسك، بيلاروس ملعب صلب (داخلي) $25،000 قرعة المباريات الفردية والزوجية نسخة محفوظة 2013-11-04 على موقع واي باك مشين.        | مارغريتا غاسباريان 6–4، 6–4                                     | أناستاسيا فاسيليفا                                     | يوڤانا جاكشيتش بولينا فينوغرادوفا       | أليكساندرا ساسنوفيتش كرمن إيلونا صوفيا شاباتافا إليزافيتا يانتشوك                         |
| 11 نوفمبر، 2013 | مينسك، بيلاروس ملعب صلب (داخلي) $25،000 قرعة المباريات الفردية والزوجية نسخة محفوظة 2013-11-04 على موقع واي باك مشين.        | كرمن إيلونا أليكساندرا ساسنوفيتش 7–6(7–3)، 6–0                  | آنا دانيلينا أولغا دوروشينا                            | يوڤانا جاكشيتش بولينا فينوغرادوفا       | أليكساندرا ساسنوفيتش كرمن إيلونا صوفيا شاباتافا إليزافيتا يانتشوك                         |
| 11 نوفمبر، 2013 | زوادا، بولندا سجادة (داخلية) $25،000 قرعة المباريات الفردية والزوجية نسخة محفوظة 2013-11-04 على موقع واي باك مشين.           | كاترينا سينياكوفا 6–1، 6–3                                      | نينا تساندر                                            | ديانا مارسنكفيتشا كريستينا بارويس       | بترا كرجسوفا ماجدالينا فريتش تيريزا سميتكوفا ريبيكا سرامكوفا                              |
| 11 نوفمبر، 2013 | زوادا، بولندا سجادة (داخلية) $25،000 قرعة المباريات الفردية والزوجية نسخة محفوظة 2013-11-04 على موقع واي باك مشين.           | نيكولا فرانكوفا تيريزا سميتكوفا 6–1، 2–6، [10–8]                | جوستينا ججيولكا ديانا مارسنكفيتشا                      | ديانا مارسنكفيتشا كريستينا بارويس       | بترا كرجسوفا ماجدالينا فريتش تيريزا سميتكوفا ريبيكا سرامكوفا                              |
| 11 نوفمبر، 2013 | مومباي، الهند ملعب صلب $15،000 قرعة المباريات الفردية والزوجية                                                               | برارثانا ثومبار 6–3، 6–7(10–12)، 6–4                            | شو تشينغ ون                                            | أناميكا بهارغافا بريرنا بامبري          | ناتاشا بالها ريشيكا سانكارا ريا باتيا نيدي تشيلومولا                                      |
| 11 نوفمبر، 2013 | مومباي، الهند ملعب صلب $15،000 قرعة المباريات الفردية والزوجية                                                               | أناميكا بهارغافا إميلي ويبلي سميث 6–4، 7–5                      | شو تشينغ ون إيدن سيلفا                                 | أناميكا بهارغافا بريرنا بامبري          | ناتاشا بالها ريشيكا سانكارا ريا باتيا نيدي تشيلومولا                                      |
| 11 نوفمبر، 2013 | بوكيت، تايلاند ملعب صلب (indoor) $15،000 قرعة المباريات الفردية والزوجية                                                     | تشانغ لينغ 0–6، 7–6(7–2)، 6–3                                   | لو جياجينغ                                             | كامنوان بوايام نيشا ليرتبيتاكسينتشاي    | هسو ون-هسين بينجتارن بليبويتش نودنيدا لوانجنام زوزانا زلوشوفا                             |
| 11 نوفمبر، 2013 | بوكيت، تايلاند ملعب صلب (indoor) $15،000 قرعة المباريات الفردية والزوجية                                                     | نيشا ليرتبيتاكسينتشاي بينجتارن بليبويتش 3–6، 6–2، [10–8]        | لو جياجينغ لو جياشيانغ                                 | كامنوان بوايام نيشا ليرتبيتاكسينتشاي    | هسو ون-هسين بينجتارن بليبويتش نودنيدا لوانجنام زوزانا زلوشوفا                             |
| 11 نوفمبر، 2013 | ساو جوزيه دو ريو بريتو، البرازيل ملعب ترابي $10،000 قرعة المباريات الفردية والزوجية                                          | غابرييلا سي 7–6(7–3)، 6–3                                       | ناتاليا روسي                                           | لورا بيجوسي إدواردا بياي                | آنا-بولا سافيولي غوادالوبي بيريز روجاس سولين أبيل ناتالي كوراتا                           |
| 11 نوفمبر، 2013 | ساو جوزيه دو ريو بريتو، البرازيل ملعب ترابي $10،000 قرعة المباريات الفردية والزوجية                                          | سولين أبيل إدواردا بياي 6–3، 7–6(7–3)                           | غابرييلا سي ناتاليا روسي                               | لورا بيجوسي إدواردا بياي                | آنا-بولا سافيولي غوادالوبي بيريز روجاس سولين أبيل ناتالي كوراتا                           |
| 11 نوفمبر، 2013 | بول، كرواتيا ملعب ترابي $10،000 قرعة المباريات الفردية والزوجية                                                              | إيما ميكولتشيتش 6–2، 6–3                                        | غابرييلا بانتوشكوفا                                    | إيفا ميكوفتش فارفارا فلينك              | باربورا كرجتشيكوفا سيلفيا نجيريتش إيرينا ماريا بارا ميلانا سبريمو                         |
| 11 نوفمبر، 2013 | بول، كرواتيا ملعب ترابي $10،000 قرعة المباريات الفردية والزوجية                                                              | باربورا كرجتشيكوفا ديمي شورس 6–2، 6–4                           | فيفيان يوهاسوفا تيريزا ماليكوفا                        | إيفا ميكوفتش فارفارا فلينك              | باربورا كرجتشيكوفا سيلفيا نجيريتش إيرينا ماريا بارا ميلانا سبريمو                         |
| 11 نوفمبر، 2013 | شرم الشيخ، مصر ملعب صلب $10،000 قرعة المباريات الفردية والزوجية                                                              | إيفانا جوروفيتش 6–2، 6–4                                        | أرابيلا فيرنانديز رابنر                                | جانينا تولين نينا ستادلر                | إيلزي هاتينغ إيلينا تيودورا كادار ناتيلا دزالاميدزه لودميلا فاسيلييفا                     |
| 11 نوفمبر، 2013 | شرم الشيخ، مصر ملعب صلب $10،000 قرعة المباريات الفردية والزوجية                                                              | ألونا فومينا كريستينا شاكوفيتس 7–5، 6–4                         | جوليا بروتزوني بولين باييه                             | جانينا تولين نينا ستادلر                | إيلزي هاتينغ إيلينا تيودورا كادار ناتيلا دزالاميدزه لودميلا فاسيلييفا                     |
| 11 نوفمبر، 2013 | أورتو ليكارِت أوبن هلسنكي، فنلندا ملعب صلب (indoor) 10،000 دولار فردي – زوجي                                                  | يلينا أوستابينكو 7–5، 4–6، 7–5                                  | سوزان سيليك                                            | آنا سمولينا كويرين ليموين               | روزالي فان دير هوك إيفا بالما بيترا بيرتولا إيلا ليفو                                     |
| 11 نوفمبر، 2013 | أورتو ليكارِت أوبن هلسنكي، فنلندا ملعب صلب (indoor) 10،000 دولار فردي – زوجي                                                  | يلينا أوستابينكو إيفا بالما 6–2، 5–7، [11–9]                    | كويرين ليموين مارتينا بريادوفا                         | آنا سمولينا كويرين ليموين               | روزالي فان دير هوك إيفا بالما بيترا بيرتولا إيلا ليفو                                     |
| 11 نوفمبر، 2013 | هيراكليون، اليونان سجاد 10،000 دولار قرعة المباريات الفردية والزوجية                                                         | أمينات كوشخوفا 6–2، 6–2                                         | فيندولا زوفينكوفا                                      | ليزا سابينو سيلا بورزاني                | أولكساندرا بيسكون إلكا كسوريجي لورا ديغمان جوليا ستاماتوفا                                |
| 11 نوفمبر، 2013 | هيراكليون، اليونان سجاد 10،000 دولار قرعة المباريات الفردية والزوجية                                                         | سيلا بورزاني إلكا كسوريجي 0–6، 1–6                              | ستيفي ديستلمنز نانا مياكاوا                            | ليزا سابينو سيلا بورزاني                | أولكساندرا بيسكون إلكا كسوريجي لورا ديغمان جوليا ستاماتوفا                                |
| 11 نوفمبر، 2013 | أستانا، كازاخستان ملعب صلب (indoor) $10،000 قرعة المباريات الفردية والزوجية                                                  | كاميلا كيريمبايفا 1–6، 3–6                                      | ألبينا خابيبولينا                                      | كسينيا ألكان ألينا تاراسوفا             | أنستاسيا روداكوفا شانتال شكاملوفا أنستاسيا سايتوفا فيرونيكا ميروشنيتشينكو                 |
| 11 نوفمبر، 2013 | أستانا، كازاخستان ملعب صلب (indoor) $10،000 قرعة المباريات الفردية والزوجية                                                  | بولينا مونوفا ألينا تاراسوفا 6–4، 1–6، [6–10]                   | ألبينا خابيبولينا كسينيا ألكان                         | كسينيا ألكان ألينا تاراسوفا             | أنستاسيا روداكوفا شانتال شكاملوفا أنستاسيا سايتوفا فيرونيكا ميروشنيتشينكو                 |
| 11 نوفمبر، 2013 | وجدة، المغرب ملعب ترابي $10،000 قرعة المباريات الفردية والزوجية                                                              | جايد سوفراين 6–4، 4–6، 3–6                                      | زارا رازافيمهاتراترا                                   | ألكسندرا نانكاراو أليكس كولومبون        | ناتاشا بريدل أولغا باريس أزكويتا تينا شيتشتل ميشيل فيربروك                                |
| 11 نوفمبر، 2013 | وجدة، المغرب ملعب ترابي $10،000 قرعة المباريات الفردية والزوجية                                                              | لينا قسطال زارا رازا فيماهتراترا 6–3، 7–5                       | ألكسندرا نانكاراو أولغا باريس أزكويتا                  | ألكسندرا نانكاراو أليكس كولومبون        | ناتاشا بريدل أولغا باريس أزكويتا تينا شيتشتل ميشيل فيربروك                                |
| 11 نوفمبر، 2013 | ليما، بيرو ملعب ترابي 10،000$ قرعة المباريات الفردية والزوجية                                                                | أندريا كوخ بنفنوتو 7–5، 6–7(4–7)، 6–2                           | باتريسيا كو فلوريس                                     | آنا صوفيا سانشيز دانييلا فارفان         | كاثرين ميراندا تشانغ ماريا بولينا بيريز ماريانا ديميكيلي فيرغارا غابرييلا فيريرا سانابريا |
| 11 نوفمبر، 2013 | ليما، بيرو ملعب ترابي 10،000$ قرعة المباريات الفردية والزوجية                                                                | آنا صوفيا سانشيز فرانشيسكا سيجاريلي 0–6، 6–4، [10–8]            | دانييلا فارفان ماريا فرناندا هيرازو                    | آنا صوفيا سانشيز دانييلا فارفان         | كاثرين ميراندا تشانغ ماريا بولينا بيريز ماريانا ديميكيلي فيرغارا غابرييلا فيريرا سانابريا |
| 11 نوفمبر، 2013 | سانت جوردي، إسبانيا ملعب صلب 10،000$ قرعة المباريات الفردية والزوجية                                                         | بولا بادوسا 7–5، 6–0                                            | لوسيا سيرفيرا فاسكويز                                  | نوريا باريزاس دياز جوزفين بواليم        | جوزيفا آدم سوجانيا بافيستي ألبا كارييو مارين شارلوت رومر                                  |
| 11 نوفمبر، 2013 | سانت جوردي، إسبانيا ملعب صلب 10،000$ قرعة المباريات الفردية والزوجية                                                         | باربارا لوز نوريا باريزاس دياز 5–7، 4–6                         | سوجانيا بافيستي لوسيا سيرفيرا فاسكيز                   | نوريا باريزاس دياز جوزفين بواليم        | جوزيفا آدم سوجانيا بافيستي ألبا كارييو مارين شارلوت رومر                                  |
| 11 نوفمبر، 2013 | أنطاليا، تركيا ملعب ترابي $10،000 قرعة المباريات الفردية والزوجية                                                            | آنا بوغدان 6–7(5–7)، 6–7(5–7)                                   | إيكاترين جورجودزي                                      | لينا جيورشيسكا مونيك زور                | رالوكا إلينا بلاتون بيانكا هينكو يوشيمي كاواساكي صوفيا كفاتسابايا                         |
| 11 نوفمبر، 2013 | أنطاليا، تركيا ملعب ترابي $10،000 قرعة المباريات الفردية والزوجية                                                            | لينا جيورشيسكا أناستازيا فدوفينكو 3–6، 2–6                      | ديانا بوزيان رالوكا إلينا بلاتون                       | لينا جيورشيسكا مونيك زور                | رالوكا إلينا بلاتون بيانكا هينكو يوشيمي كاواساكي صوفيا كفاتسابايا                         |
| 11 نوفمبر، 2013 | مانشستر، المملكة المتحدة ملعب صلب (indoor) $10،000 قرعة المباريات الفردية والزوجية                                           | كلارتجي ليبنس 5–7، 1–6                                          | ناتاليا فيجدوفا                                        | كارلا تولي جوليا واتشاتسيك              | ميكايلا فرليكا فريا كريستي آنا سميث نورا نيدمرس                                           |
| 11 نوفمبر، 2013 | مانشستر، المملكة المتحدة ملعب صلب (indoor) $10،000 قرعة المباريات الفردية والزوجية                                           | جوسلين ري آنا سميث 1–6، 4–6                                     | إيفا واكانو جوليا واتشاتسيك                            | كارلا تولي جوليا واتشاتسيك              | ميكايلا فرليكا فريا كريستي آنا سميث نورا نيدمرس                                           |
| 18 نوفمبر 2013  | دورة سيدات سوهو سكوير شرم الشيخ، مصر ملعب ترابي $75٬000+H فردي – زوجي                                                        | فيكتوريا كان 6–4، 6–4                                           | ناستجا كولار                                           | يوليا كالبينا تيميا باشينسكي            | يوفانا ياكشيتش يوليا بوتنتسيفا كاترينا سينياكوفا كريستينا بارويس                          |
| 18 نوفمبر 2013  | دورة سيدات سوهو سكوير شرم الشيخ، مصر ملعب ترابي $75٬000+H فردي – زوجي                                                        | تيميا باشينسكي كريستينا بارويس 7–6(5–7)، 6–0، [10–4]            | آنا مورجينا كاترينا سينياكوفا                          | يوليا كالبينا تيميا باشينسكي            | يوفانا ياكشيتش يوليا بوتنتسيفا كاترينا سينياكوفا كريستينا بارويس                          |
| 18 نوفمبر 2013  | تحدي دنلوب العالمي تويوتا، اليابان سجاد (داخلي) $75٬000+H فردي – زوجي                                                        | لوكسيكا كومخوم 3–6، 6–1، 6–3                                    | هيروكو كواتا                                           | نوبون ليرتشيواكارن بيلندا بنشيتش        | كرامي نارا إري هوزمي ميهارو إيمنشي ميساكي دوي                                             |
| 18 نوفمبر 2013  | تحدي دنلوب العالمي تويوتا، اليابان سجاد (داخلي) $75٬000+H فردي – زوجي                                                        | شاكو أوياما ميساكي دوي 7–6(7–1)، 2–6، [11–9]                    | إري هوزمي ماكوتو نينوميا                               | نوبون ليرتشيواكارن بيلندا بنشيتش        | كرامي نارا إري هوزمي ميهارو إيمنشي ميساكي دوي                                             |
| 18 نوفمبر 2013  | بوتشا، أوكرانيا سجاد (داخلي) $25٬000 قرعة المباريات الفردية والزوجية                                                         | بولينا فينوجرادوفا 4–6، 6–3، 6–4                                | أنهيلينا كالينينا                                      | جوستينا ججيولكا صوفيا شاباتافا          | أناستاسيا فاسيليفا كاثينكا فون ديكمان تتيانا أريفيفا تايسيا مورديرجر                      |
| 18 نوفمبر 2013  | بوتشا، أوكرانيا سجاد (داخلي) $25٬000 قرعة المباريات الفردية والزوجية                                                         | صوفيا شاباتافا أناستاسيا فاسيليفا 7–6(7–4)، 6–2                 | أنهيلينا كالينينا إليزافيتا كوليتشكوفا                 | جوستينا ججيولكا صوفيا شاباتافا          | أناستاسيا فاسيليفا كاثينكا فون ديكمان تتيانا أريفيفا تايسيا مورديرجر                      |
| 18 نوفمبر 2013  | بول، كرواتيا ملعب ترابي $10،000 قرعة المباريات الفردية والزوجية                                                              | إيفا ميكوفيتش 6–7(9–11)، 6–0، 6–3                               | ميلانا سبريمو                                          | باربورا كرجتشيكوفا إيما ميكوليك         | ناتاليا شيبيك تينا لوكاس إيرينا ماريا بارا بولونا ريبرشاك                                 |
| 18 نوفمبر 2013  | بول، كرواتيا ملعب ترابي $10،000 قرعة المباريات الفردية والزوجية                                                              | لم تُجرَ مباريات زوجي بسبب الأمطار الغزيرة نتيجة إعصار كليوباترا. |                                                        | باربورا كرجتشيكوفا إيما ميكوليك         | ناتاليا شيبيك تينا لوكاس إيرينا ماريا بارا بولونا ريبرشاك                                 |
| 18 نوفمبر 2013  | شرم الشيخ، مصر ملعب صلب $10،000 قرعة المباريات الفردية والزوجية                                                              | جوليا بروزوني 6–3، 1–6، 6–4                                     | ناتيلا دزالاميدزه                                      | إميلي ويبلي سميث ناتاشا فوروقلاس        | جابرييلا هوراشكوفا مانشا فوستر إلينا-تيودورا كادار كاتي بولتر                             |
| 18 نوفمبر 2013  | شرم الشيخ، مصر ملعب صلب $10،000 قرعة المباريات الفردية والزوجية                                                              | كاتي بولتر جوستين دي سوتير 6–4، 7–6(8–6)                        | ناتيلا دزالاميدزه يوليا هناتيكو                        | إميلي ويبلي سميث ناتاشا فوروقلاس        | جابرييلا هوراشكوفا مانشا فوستر إلينا-تيودورا كادار كاتي بولتر                             |
| 18 نوفمبر 2013  | أستانا، كازاخستان ملعب صلب (داخلي) $10،000 قرعة المباريات الفردية والزوجية                                                   | سابينا شاريبوفا 5–7، 0–6                                        | ألينا تاراسوفا                                         | إيفانكا كاراملاك آسيا داير              | صوفيا ساليموفا ألكسندرا غرانتشيشينا كاميلا كيريمباييفا شانتال شكاملوفا                    |
| 18 نوفمبر 2013  | أستانا، كازاخستان ملعب صلب (داخلي) $10،000 قرعة المباريات الفردية والزوجية                                                   | ألبينا خابيبولينا شانتال شكاملوفا 2–6، 3–6                      | آسيا داير إيفانكا كاراملاك                             | إيفانكا كاراملاك آسيا داير              | صوفيا ساليموفا ألكسندرا غرانتشيشينا كاميلا كيريمباييفا شانتال شكاملوفا                    |
| 18 نوفمبر 2013  | فاس، المغرب ملعب ترابي $10،000 قرعة المباريات الفردية والزوجية                                                               | جاد سوفريجن 4–6، 6–4، 0–6                                       | بيا كونينغ                                             | زارا رازافيمهاتراترا أليكس كولومبون     | أماندين كازو ليسيدي شيا جاكوبز ناتاشا بريدل أولغا باريس أزكويتا                           |
| 18 نوفمبر 2013  | فاس، المغرب ملعب ترابي $10،000 قرعة المباريات الفردية والزوجية                                                               | ألكسندرا نانكاروا أولغا باريس أزكويتا 4–6، 4–6                  | آنا ماريا هيل بيا كونينغ                               | زارا رازافيمهاتراترا أليكس كولومبون     | أماندين كازو ليسيدي شيا جاكوبز ناتاشا بريدل أولغا باريس أزكويتا                           |
| 18 نوفمبر 2013  | Castellón، إسبانيا ملعب ترابي $10،000 قرعة المباريات الفردية والزوجية                                                        | لوسيا سيرفيرا فاسكيز 1–6، 0–6                                   | أولغا سايز لارا                                        | جوليا بايولا آنا كلاسِن                  | إيناس إيبو ألبا كاريلو مارين مارتينا كولمينيا سيوني مينديز                                |
| 18 نوفمبر 2013  | Castellón، إسبانيا ملعب ترابي $10،000 قرعة المباريات الفردية والزوجية                                                        | مارتينا كولمينيا آنا كلاسِن 6–1، 5–7، [10–5]                     | لوسيا سيرفيرا فاسكيز زو أيوين                          | جوليا بايولا آنا كلاسِن                  | إيناس إيبو ألبا كاريلو مارين مارتينا كولمينيا سيوني مينديز                                |
| 18 نوفمبر 2013  | أنطاليا، تركيا ملعب ترابي $10،000 قرعة المباريات الفردية والزوجية                                                            | إيكاترين جورجودزي 4–6، 6–1، 6–4                                 | ديانا بوزان                                            | ناتاليا أورلوفا بيانكا هِنكو             | فيكتوريا كوزموفا لينا جورشيشكا فيوليتا ديجتيريفا أناستازيا فدوفينكو                       |
| 18 نوفمبر 2013  | أنطاليا، تركيا ملعب ترابي $10،000 قرعة المباريات الفردية والزوجية                                                            | لينا جورشيشكا أناستازيا فدوفينكو 6–1، 2–6، [10–7]               | بيانكا هِنكو كيوكا أوكامورا                             | ناتاليا أورلوفا بيانكا هِنكو             | فيكتوريا كوزموفا لينا جورشيشكا فيوليتا ديجتيريفا أناستازيا فدوفينكو                       |
| 25 نوفمبر، 2013 | مونتيري، المكسيك ملعب صلب $25،000 قرعة المباريات الفردية والزوجية نسخة محفوظة 2013-11-04 على موقع واي باك مشين.              | أدريانا بيريز 4–6، 6–4، 6–3                                     | أندي دي فرومي                                          | آلي كيك Chieh-Yu Hsu                    | فرانسواز أبندا مايو هيبي فلورنسيا مولينيرو نعومي أوساكا                                   |
| 25 نوفمبر، 2013 | مونتيري، المكسيك ملعب صلب $25،000 قرعة المباريات الفردية والزوجية نسخة محفوظة 2013-11-04 على موقع واي باك مشين.              | فلورنسيا مولينيرو لورا بيجوسي 7–5، 7–5                          | أندي دي فرومي لينكا وينروفا                            | آلي كيك Chieh-Yu Hsu                    | فرانسواز أبندا مايو هيبي فلورنسيا مولينيرو نعومي أوساكا                                   |
| 25 نوفمبر، 2013 | ساو باولو، البرازيل ملعب ترابي $10،000 قرعة المباريات الفردية والزوجية                                                       | غابرييلا سي 7–6(7–5)، 7–5                                       | Andrea Benítez                                         | فرناندا بريتو Lee Pei-chi               | Carla Lucero Eduarda Piai غوادالوبي بيريز روجاس Nathália Rossi                            |
| 25 نوفمبر، 2013 | ساو باولو، البرازيل ملعب ترابي $10،000 قرعة المباريات الفردية والزوجية                                                       | Nathaly Kurata Eduarda Piai 6–1، 1–6، [10–8]                    | غابرييلا سي Lee Pei-chi                                | فرناندا بريتو Lee Pei-chi               | Carla Lucero Eduarda Piai غوادالوبي بيريز روجاس Nathália Rossi                            |
| 25 نوفمبر، 2013 | سانتياغو، تشيلي ملعب ترابي $10،000 قرعة المباريات الفردية والزوجية                                                           | ناديه بودوروسكا 6–2، 5–7، 3–5، انسحاب.                          | سيسيليا كوستا ميلغار                                   | صوفيا لونيني ماكارينا أوليفاريس لوبيز   | آنا مادكور إيفانيا مارتينيتش كاميلا سيلفا غوادالوبي مورينو                                |
| 25 نوفمبر، 2013 | سانتياغو، تشيلي ملعب ترابي $10،000 قرعة المباريات الفردية والزوجية                                                           | صوفيا لونيني آنا مادكور 6–4، 6–7(5–7)، [10–6]                   | غوادالوبي مورينو كاميلا سيلفا                          | صوفيا لونيني ماكارينا أوليفاريس لوبيز   | آنا مادكور إيفانيا مارتينيتش كاميلا سيلفا غوادالوبي مورينو                                |
| 25 نوفمبر، 2013 | بوغوتا، كولومبيا ملعب ترابي $10،000 قرعة المباريات الفردية والزوجية                                                          | أندريا كوخ بنفنوتو 6–1، 6–1                                     | نعومي توتكا                                            | ماريا فيرناندا هيرازو لورا أرسينيجاس    | مارينا دانزيني ياسمين جيباوي ماريا باولا ميدينا بلانكو لارا رافول                         |
| 25 نوفمبر، 2013 | بوغوتا، كولومبيا ملعب ترابي $10،000 قرعة المباريات الفردية والزوجية                                                          | أندريا كوخ بنفنوتو دانييلا رولدان 6–1، 6–4                      | ماريا فيرناندا هيرازو نعومي توتكا                      | ماريا فيرناندا هيرازو لورا أرسينيجاس    | مارينا دانزيني ياسمين جيباوي ماريا باولا ميدينا بلانكو لارا رافول                         |
| 25 نوفمبر، 2013 | بول، كرواتيا ملعب ترابي $10،000 قرعة المباريات الفردية والزوجية                                                              | باربورا كرجتشيكوفا 3–6، 6–0، 6–3                                | إما ميكولسيتش                                          | غابرييلا بانتوشكوفا ميلانا شبريمو       | بيترا غارنيتش بولونا ريبرشاك تينا لوكاس إيڤا ميكوفيتش                                     |
| 25 نوفمبر، 2013 | بول، كرواتيا ملعب ترابي $10،000 قرعة المباريات الفردية والزوجية                                                              | باربورا كرجتشيكوفا آنا بيانكا ميهايلا 6–2، 6–2                  | بويانا مارينكوفيتش ناتاليا شيبك                        | غابرييلا بانتوشكوفا ميلانا شبريمو       | بيترا غارنيتش بولونا ريبرشاك تينا لوكاس إيڤا ميكوفيتش                                     |
| 25 نوفمبر، 2013 | شرم الشيخ، مصر ملعب صلب $10،000 قرعة المباريات الفردية والزوجية                                                              | إيرينا شيمانوفيتش 6–4، 6–3                                      | إميلي ويبلي سميث                                       | أرابيلا فرنانديز رابنير إيمانويل سالاس  | شيهو هيساماتسو مادري لو رو إلينا-تيودورا كادار مانيشا فوستر                               |
| 25 نوفمبر، 2013 | شرم الشيخ، مصر ملعب صلب $10،000 قرعة المباريات الفردية والزوجية                                                              | أرابيلا فرنانديز رابنير ليودميلا فاسيليفا 6–0، 6–2              | إيلزي هاتينغ مادري لو رو                               | أرابيلا فرنانديز رابنير إيمانويل سالاس  | شيهو هيساماتسو مادري لو رو إلينا-تيودورا كادار مانيشا فوستر                               |
| 25 نوفمبر، 2013 | ريثيمنو، اليونان ملعب صلب $10،000 قرعة المباريات الفردية والزوجية                                                            | كاتي دان 6–3، 6–4                                               | ليزان فان ريت                                          | مارجريتا لازاريفا جوليا ستاماتوفا       | أنستازيا رينتولي سونيا لارسن لي أور رالوكا جورجيانا شيربان                                |
| 25 نوفمبر، 2013 | ريثيمنو، اليونان ملعب صلب $10،000 قرعة المباريات الفردية والزوجية                                                            | سارة بيث أسكيو كاتي دان 2–6، 6–4، [10–5]                        | مارجريتا لازاريفا ليسان فان ريت                        | مارجريتا لازاريفا جوليا ستاماتوفا       | أنستازيا رينتولي سونيا لارسن لي أور رالوكا جورجيانا شيربان                                |
| 25 نوفمبر، 2013 | فاس، المغرب ملعب ترابي $10،000 قرعة المباريات الفردية والزوجية                                                               | جاد سوفراين 7–5، 6–0                                            | زارا رازافيمهاتراترا                                   | بيا كونينغ أليكس كولومبون               | أماندين كازو مارين بارتو غيثة عتيق ألكسندرا نانكاروا                                      |
| 25 نوفمبر، 2013 | فاس، المغرب ملعب ترابي $10،000 قرعة المباريات الفردية والزوجية                                                               | ألكسندرا نانكاروا أولغا باريس أزكويتا 7–6(7–2)، 6–3             | نادية لالامي شارلوت رومر                               | بيا كونينغ أليكس كولومبون               | أماندين كازو مارين بارتو غيثة عتيق ألكسندرا نانكاروا                                      |
| 25 نوفمبر، 2013 | نوليس، إسبانيا ملعب ترابي $10،000 قرعة المباريات الفردية والزوجية                                                            | أولغا سايز لارّا 6–3، 6–2                                        | ليزا سابينو                                            | ماريا سكاري لوسيا سيرفيرا فاسكويز       | آنا ريموندينا إيناس إبو ماريا ديل روساريو كانيرو بيريز أريادنا مارتي رييمباو              |
| 25 نوفمبر، 2013 | نوليس، إسبانيا ملعب ترابي $10،000 قرعة المباريات الفردية والزوجية                                                            | نويليا بوزو زانوتي إيناس إبو 7–5، 6–4                           | ماريا ديل روساريو كانيرو بيريز ماريا خوسيه لوكي مورينو | ماريا سكاري لوسيا سيرفيرا فاسكويز       | آنا ريموندينا إيناس إبو ماريا ديل روساريو كانيرو بيريز أريادنا مارتي رييمباو              |
| 25 نوفمبر، 2013 | أنطاليا، تركيا ملعب ترابي $10،000 قرعة المباريات الفردية والزوجية                                                            | أليونا سوتنيكوفا 6–0، 7–6(7–2)                                  | أناستازيا فدوفينكو                                     | كارين مورغوشوفا أنيتا هوساريتش          | كيمبرلي زيمرمان ناتاليا أورلوفا سارة فينك داريا كاساتكينا                                 |
| 25 نوفمبر، 2013 | أنطاليا، تركيا ملعب ترابي $10،000 قرعة المباريات الفردية والزوجية                                                            | ناتاليجا كوستيتش كارين مورغوشوفا 7–6(7–2)، 6–4                  | أنيتا هوساريتش كيمبرلي زيمرمان                         | كارين مورغوشوفا أنيتا هوساريتش          | كيمبرلي زيمرمان ناتاليا أورلوفا سارة فينك داريا كاساتكينا                                 |

### ديسمبر
| الأسبوع         | البطولة | الفائزات                                                      | الوصيفات                              | المتأهلات لنصف النهائي                | المتأهلات لربع النهائي                                                      |
| --------------- | --- | ------------------------------------------------------------- | ------------------------------------- | ------------------------------------- | --------------------------------------------------------------------------- |
| 2 ديسمبر 2013   | بونه، الهند ملعب صلب $25،000 Singles and doubles draw نسخة محفوظة 2014-07-22 على موقع واي باك مشين.                  | ماجدا لينيت 7–5، 7–6(7–5)                                     | كامِيلا كيريمباييفا                    | ديانا مارسنكفيتشا جويا باربييري       | ريكا فوجيوارا نونجنادا واناسوك كيرين شلومو بيرنا بامبري                     |
| 2 ديسمبر 2013   | بونه، الهند ملعب صلب $25،000 Singles and doubles draw نسخة محفوظة 2014-07-22 على موقع واي باك مشين.                  | نيشا ليرتبيتاكسينتشاي بينجتارن بليبويتش 7–5، 7–5              | جوسلين ري آنا سميث                    | ديانا مارسنكفيتشا جويا باربييري       | ريكا فوجيوارا نونجنادا واناسوك كيرين شلومو بيرنا بامبري                     |
| 2 ديسمبر 2013   | ميريدا، المكسيك ملعب صلب $25،000 Singles and doubles draw نسخة محفوظة 2014-02-11 على موقع واي باك مشين.              | ريبيكا بيترسون 7–5، 4–6، 6–3                                  | أندي دي فرومي                         | نوريا باريزاس دياز هايدي الطباخ       | فرانسواز أبندا فلورنسيا مولينيرو بيترا أوبرالوفا ماريا إيروغيين             |
| 2 ديسمبر 2013   | ميريدا، المكسيك ملعب صلب $25،000 Singles and doubles draw نسخة محفوظة 2014-02-11 على موقع واي باك مشين.              | تشيه-يو هسو ماريا إيروغيين 6–4، 5–7، [10–6]                   | هيلدا ميلاندر ريبيكا بيترسون          | نوريا باريزاس دياز هايدي الطباخ       | فرانسواز أبندا فلورنسيا مولينيرو بيترا أوبرالوفا ماريا إيروغيين             |
| 2 ديسمبر 2013   | فيندرينه، جمهورية التشيك ملعب صلب (indoor) $15،000 قرعة المباريات الفردية والزوجية                                   | إيكاترينا ألكسندروفا 5–7، 7–6(7–0)، 6–1                       | كاتيرينا فانكوفا                      | لارا ميشيل أولجا دوروشينا             | بربورا شتيكوفا بيترا روهانوفا ساندرا زانيوسكا بيرنيلا مينديسوفا             |
| 2 ديسمبر 2013   | فيندرينه، جمهورية التشيك ملعب صلب (indoor) $15،000 قرعة المباريات الفردية والزوجية                                   | مارتينا كوبيشيكوفا تيريزا ماليكوفا 7–6(7–2)، 6–7(5–7)، [10–7] | بيرنيلا مينديسوفا كارولينا فلاخوفا    | لارا ميشيل أولجا دوروشينا             | بربورا شتيكوفا بيترا روهانوفا ساندرا زانيوسكا بيرنيلا مينديسوفا             |
| 2 ديسمبر 2013   | ساو جوزيه دوس كامبوس، البرازيل ملعب ترابي $10،000 قرعة المباريات الفردية والزوجية                                    | كاتالينا بيلا 6–3، 6–4                                        | ألريكك إيكري                          | آنا كلارا دوارتي غابرييلا سي          | غوادالوبي بيريز روجاس نثالیا روسي لي بي تشي صوفيا بلانكو                    |
| 2 ديسمبر 2013   | ساو جوزيه دوس كامبوس، البرازيل ملعب ترابي $10،000 قرعة المباريات الفردية والزوجية                                    | إدواردو بياي ناديه بودوروسكا 7–6(7–4)، 7–5                    | فرناندا بريتو ستيفاني مارييل بيتي     | آنا كلارا دوارتي غابرييلا سي          | غوادالوبي بيريز روجاس نثالیا روسي لي بي تشي صوفيا بلانكو                    |
| 2 ديسمبر 2013   | بارانكيا، كولومبيا ملعب ترابي $10،000 قرعة المباريات الفردية والزوجية                                                | ماريا فرنندا هيرازو 6–4، 6–2                                  | أندريا كوخ بنفنوتو                    | ماريا بولينا بيريز ريان فوستر         | ستيفي كارثرز باولا أندريا بيريز ماريا غوميز سالدارياجا نعومي توتكا          |
| 2 ديسمبر 2013   | بارانكيا، كولومبيا ملعب ترابي $10،000 قرعة المباريات الفردية والزوجية                                                | ماريا بولينا بيريز باولا أندريا بيريز 6–1، 6–4                | أندريا كوخ بنفنوتو دانييلا رولدان     | ماريا بولينا بيريز ريان فوستر         | ستيفي كارثرز باولا أندريا بيريز ماريا غوميز سالدارياجا نعومي توتكا          |
| 2 ديسمبر 2013   | جيبوتي، جيبوتي ملعب صلب $10،000 قرعة المباريات الفردية والزوجية                                                      | باربارا هاس 6–4، 6–3                                          | لي هوا تشين                           | يانا سزيكوفا مارجاريتا لازاريفا       | إيفجينيا سفينتسوفا وانغ شياو شويتا رانا أرانتشا أندريدي                     |
| 2 ديسمبر 2013   | جيبوتي، جيبوتي ملعب صلب $10،000 قرعة المباريات الفردية والزوجية                                                      | لي هوا-تشن يانا سزيكوفا 6–3، 6–3                              | شويتا رانا وانغ شياو                  | يانا سزيكوفا مارجاريتا لازاريفا       | إيفجينيا سفينتسوفا وانغ شياو شويتا رانا أرانتشا أندريدي                     |
| 2 ديسمبر 2013   | شرم الشيخ، مصر ملعب صلب $10،000 قرعة المباريات الفردية والزوجية                                                      | إلينا-تيودورا كادار 6–4، 4–6، 6–3                             | إيرينا شيمانوفيتش                     | مادري لو رو كاتي دان                  | أربيلا فيرنانديز رابنر أمينات كوشكوفا كلاارتجي ليبنس إيلزي هاتينغ           |
| 2 ديسمبر 2013   | شرم الشيخ، مصر ملعب صلب $10،000 قرعة المباريات الفردية والزوجية                                                      | هارييت دارت كاتي دان 0–6، 6–4، [10–4]                         | سيلا بورزاني أمينات كوشكوفا           | مادري لو رو كاتي دان                  | أربيلا فيرنانديز رابنر أمينات كوشكوفا كلاارتجي ليبنس إيلزي هاتينغ           |
| 2 ديسمبر 2013   | هونغ كونغ ملعب صلب $10،000 قرعة المباريات الفردية والزوجية                                                           | زهاو دي 6–0، 4–6، 7–6(10–8)                                   | لو جياجينغ                            | شو شيلين وو هو تشينج                  | لي هاي مين كاي شي وي كيم دا هاي إيلين بيريز                                 |
| 2 ديسمبر 2013   | هونغ كونغ ملعب صلب $10،000 قرعة المباريات الفردية والزوجية                                                           | هونغ شو يينغ لي هاي مين 6–1، 7–6(7–2)                         | هسيه شو يينغ يانغ تشيا هسين           | شو شيلين وو هو تشينج                  | لي هاي مين كاي شي وي كيم دا هاي إيلين بيريز                                 |
| 2 ديسمبر 2013   | دوينو اوريسينا، إيطاليا ملعب ترابي (indoor) $10،000 قرعة المباريات الفردية والزوجية                                  | أناستازيا جريمالسكا 6–3، 6–4                                  | مارجاليتا تشاخناشفيلي                 | أليس ماتيوكسي فاندا لوكاش             | كريستيانا فيراندو كلوديا جيوفين فيدريكا دي سارا يوليانا ليزارازو            |
| 2 ديسمبر 2013   | دوينو اوريسينا، إيطاليا ملعب ترابي (indoor) $10،000 قرعة المباريات الفردية والزوجية                                  | كلوديا جيوفين أليس ماتيوكسي 7–6(7–4)، 6–1                     | أناستازيا جريمالسكا يوليانا ليزارازو  | أليس ماتيوكسي فاندا لوكاش             | كريستيانا فيراندو كلوديا جيوفين فيدريكا دي سارا يوليانا ليزارازو            |
| 2 ديسمبر 2013   | بورويل، إسبانيا ملعب ترابي $10،000 قرعة المباريات الفردية والزوجية                                                   | ماريا مارفوتينا 1–6، 7–5، 6–3                                 | ليوليا جانجين                         | أريادنا مارتي رييمباو ألكسندرا نانكاو | ماندي واجيماكر مارين بارتود ليزا سابينو ماريا سكاري                         |
| 2 ديسمبر 2013   | بورويل، إسبانيا ملعب ترابي $10،000 قرعة المباريات الفردية والزوجية                                                   | ليوليا جانجين مارين بارتود 4–6، 6–1، [10–3]                   | تينا تهراني ماندي واجيماكر            | أريادنا مارتي رييمباو ألكسندرا نانكاو | ماندي واجيماكر مارين بارتود ليزا سابينو ماريا سكاري                         |
| 2 ديسمبر 2013   | أنطاليا، تركيا ملعب ترابي $10،000 قرعة المباريات الفردية والزوجية                                                    | ناتيلا دزالاميدزه 2–6، 7–6(7–5)، 6–3                          | أليونا سوتنيكوفا                      | كارين كينيل غابرييلا فان دي غراف      | ناتاشا فوروقلاس أنيتا حوساريتش ديانا دجوكيك ليزا ماتفيينكو                  |
| 2 ديسمبر 2013   | أنطاليا، تركيا ملعب ترابي $10،000 قرعة المباريات الفردية والزوجية                                                    | ناتيلا دزالاميدزه Hristina Kazimova 6–1، 6–0                  | غابرييلا فان دي غراف نيكولا هوراكوفا  | كارين كينيل غابرييلا فان دي غراف      | ناتاشا فوروقلاس أنيتا حوساريتش ديانا دجوكيك ليزا ماتفيينكو                  |
| 9 ديسمبر، 2013  | ماتا دي ساو جواو، البرازيل ملعب ترابي $25٬000 Singles and doubles draw نسخة محفوظة 2013-12-04 على موقع واي باك مشين. | مونتسيرات غونزاليس 3–6، 1–6                                   | كاتالينا بيلا                         | تيليانا بيريرا غابرييلا سي            | إدواردا بياي باربارا لوز لورا بيجوسي باولا كريستينا غونسالفيس               |
| 9 ديسمبر، 2013  | ماتا دي ساو جواو، البرازيل ملعب ترابي $25٬000 Singles and doubles draw نسخة محفوظة 2013-12-04 على موقع واي باك مشين. | باولا كريستينا غونسالفيس لورا بيجوسي 2–6، 2–6                 | مونتسيرات غونزاليس كارولينا زيبالوس   | تيليانا بيريرا غابرييلا سي            | إدواردا بياي باربارا لوز لورا بيجوسي باولا كريستينا غونسالفيس               |
| 9 ديسمبر، 2013  | سانتياغو، تشيلي ملعب ترابي $25٬000 Singles and doubles draw نسخة محفوظة 2013-12-04 على موقع واي باك مشين.            | فيرونيكا سبيد رويج 3–6، 4–6                                   | ماريا إيروغيين                        | ألريكك إيكري دانييلا سيغيل            | أندريا كوخ بنفنوتو سيندي برغر سيسيليا كوستا ميلغار آنا صوفيا سانشيز         |
| 9 ديسمبر، 2013  | سانتياغو، تشيلي ملعب ترابي $25٬000 Singles and doubles draw نسخة محفوظة 2013-12-04 على موقع واي باك مشين.            | فيرونيكا سبيد رويج ماريا إيروغيين 2–6، 6–4، [10–5]            | سيسيليا كوستا ميلغار دانييلا سيغيل    | ألريكك إيكري دانييلا سيغيل            | أندريا كوخ بنفنوتو سيندي برغر سيسيليا كوستا ميلغار آنا صوفيا سانشيز         |
| 9 ديسمبر، 2013  | نافي مومباي، الهند ملعب صلب $25،000 Singles and doubles draw نسخة محفوظة 2013-12-04 على موقع واي باك مشين.           | ريكا فوجيوارا 2–6، 7–6(7–5)، 7–6(7–4)                         | ماجدا لينيت                           | Kamila Kerimbayeva Anna Smith         | تانغ هوتشين أوكسانا كالاشنيكوفا آني أميراغيان بينجتارن بليبويتش             |
| 9 ديسمبر، 2013  | نافي مومباي، الهند ملعب صلب $25،000 Singles and doubles draw نسخة محفوظة 2013-12-04 على موقع واي باك مشين.           | جوسلين ري Anna Smith 6–4، 7–6(7–5)                            | أوكسانا كالاشنيكوفا ديانا مارسنكفيتشا | Kamila Kerimbayeva Anna Smith         | تانغ هوتشين أوكسانا كالاشنيكوفا آني أميراغيان بينجتارن بليبويتش             |
| 9 ديسمبر، 2013  | ميريدا، المكسيك ملعب صلب $25،000 Singles and doubles draw نسخة محفوظة 2014-01-30 على موقع واي باك مشين.              | ريبيكا بيترسون 6–4، 6–0                                       | أدريانا بيريز                         | هيلدا ميلاندر هايدي الطباخ            | Marie-Alexandre Leduc Tori Kinard فينيسا فورلانيتو مارينا ميلنيكوفا         |
| 9 ديسمبر، 2013  | ميريدا، المكسيك ملعب صلب $25،000 Singles and doubles draw نسخة محفوظة 2014-01-30 على موقع واي باك مشين.              | فينيسا فورلانيتو فلورنسيا مولينيرو 2–6، 7–6(10–8)، [10–7]     | Laura-Ioana Andrei مارينا ميلنيكوفا   | هيلدا ميلاندر هايدي الطباخ            | Marie-Alexandre Leduc Tori Kinard فينيسا فورلانيتو مارينا ميلنيكوفا         |
| 9 ديسمبر، 2013  | مدريد، إسبانيا ملعب صلب $25،000 Singles and doubles draw                                                             | أماندين هيس 4–6، 6–0، 6–2                                     | إيفا بيرنروفا                         | إيرينا رامياليسون ساندرا زانيوسكا     | نايومي برودي سارا سوريبس تورمو بولا بادوسا إليتسا كوستوفا                   |
| 9 ديسمبر، 2013  | مدريد، إسبانيا ملعب صلب $25،000 Singles and doubles draw                                                             | ديمي شورس إيفا واكانو 6–1، 6–2                                | إليتسا كوستوفا يفجينيا رودينا         | إيرينا رامياليسون ساندرا زانيوسكا     | نايومي برودي سارا سوريبس تورمو بولا بادوسا إليتسا كوستوفا                   |
| 9 ديسمبر، 2013  | جيبوتي، جيبوتي ملعب صلب $10،000 قرعة المباريات الفردية والزوجية                                                      | باربارا هاس 6–3، 6–3                                          | لي هوا-تشن                            | شويتا رانا يفجينيا سفينتسوفا          | يانا سيزيكوفا ألكسندرا رايلي شفيكا بورمان مارجاريتا لازاريفا                |
| 9 ديسمبر، 2013  | جيبوتي، جيبوتي ملعب صلب $10،000 قرعة المباريات الفردية والزوجية                                                      | لي هوا-تشن يانا سيزيكوفا 4–6، 6–3، [10–4]                     | مارجاريتا لازاريفا كاتيرينا سليوسار   | شويتا رانا يفجينيا سفينتسوفا          | يانا سيزيكوفا ألكسندرا رايلي شفيكا بورمان مارجاريتا لازاريفا                |
| 9 ديسمبر، 2013  | شرم الشيخ، مصر ملعب صلب $10،000 قرعة المباريات الفردية والزوجية                                                      | كاتي دان 3–6، 0–6                                             | كلارتيه ليبينس                        | تيساه أندريانجافيتريمو هارييت دارت    | نينا ستويانوفيتش أمينات كوشخوفا لودميلا فاسيليفا مارجو ييروليموس            |
| 9 ديسمبر، 2013  | شرم الشيخ، مصر ملعب صلب $10،000 قرعة المباريات الفردية والزوجية                                                      | كيم هاي سونغ كيم جو أون 6–7(6–8)، 4–6                         | هارييت دارت كاتي دان                  | تيساه أندريانجافيتريمو هارييت دارت    | نينا ستويانوفيتش أمينات كوشخوفا لودميلا فاسيليفا مارجو ييروليموس            |
| 9 ديسمبر، 2013  | هونغ كونغ ملعب صلب $10،000 قرعة المباريات الفردية والزوجية                                                           | شو شيلين 3–6، 0–6                                             | زهاو دي                               | أكاري إينو لي يا-هسوان                | لو جياجينغ لاتيتياسارازين يوكا هيوجيتشي شوي جي-هي                           |
| 9 ديسمبر، 2013  | هونغ كونغ ملعب صلب $10،000 قرعة المباريات الفردية والزوجية                                                           | آبي مايرز إيلين بيريز [8–10]، 3–6، 6–4                        | شوانغ شيا جونغ لي يا-هسوان            | أكاري إينو لي يا-هسوان                | لو جياجينغ لاتيتياسارازين يوكا هيوجيتشي شوي جي-هي                           |
| 9 ديسمبر، 2013  | أنطاليا، تركيا ملعب ترابي $10،000 قرعة المباريات الفردية والزوجية                                                    | إيرينا ماريا بارا 1–6، 4–6                                    | هيكاري ياماموتو                       | باتريسيا ماريا تيغ كوني بيرين         | شانتال شكاملوفا رالوكا إلينا بلاتون ناتيلا دزالاميدزه إيوانا لوريدانا روسكا |
| 9 ديسمبر، 2013  | أنطاليا، تركيا ملعب ترابي $10،000 قرعة المباريات الفردية والزوجية                                                    | ديانا بوزين رالوكا إلينا بلاتون 1–6، 5–7                      | ميشيكا أوزيكي هيكاري ياماموتو         | باتريسيا ماريا تيغ كوني بيرين         | شانتال شكاملوفا رالوكا إلينا بلاتون ناتيلا دزالاميدزه إيوانا لوريدانا روسكا |
| 16 ديسمبر، 2013 | كأس أنقرة أنقرة، تركيا ملعب صلب (داخلي) $50٬000 الفردي – الزوجي                                                      | فيتاليا دياتشينكو 6–7(3–7)، 6–4، 6–4                          | مارتا سيروتكينا                       | ماجدا لينيت نايومي برودي              | أماندين هيس تارا مور دانكا كوفينتش تشالا بويوكاكاتشاي                       |
| 16 ديسمبر، 2013 | كأس أنقرة أنقرة، تركيا ملعب صلب (داخلي) $50٬000 الفردي – الزوجي                                                      | يوليا بيجيلزيمير تشالا بويوكاكاتشاي 6–3، 6–3                  | إيليني دانيليدو ألكسندرا كرونتش       | ماجدا لينيت نايومي برودي              | أماندين هيس تارا مور دانكا كوفينتش تشالا بويوكاكاتشاي                       |
| 16 ديسمبر، 2013 | بيرتيوغا، البرازيل ملعب صلب $25٬000 الفردي والزوجي نسخة محفوظة 2013-12-04 على موقع واي باك مشين.                     | ألريكك إيكري 6–4، 2–6، 6–4                                    | سيندي برغر                            | لورا بيجوسي فيرونيكا سبيد رويج        | ماريا إيروغيين باربارا لوز كاتالينا بيلا مونتسيرات غونزاليس                 |
| 16 ديسمبر، 2013 | بيرتيوغا، البرازيل ملعب صلب $25٬000 الفردي والزوجي نسخة محفوظة 2013-12-04 على موقع واي باك مشين.                     | باولا كريستينا غونسالفيس لورا بيجوسي 2–6، 6–4، [10–7]         | فيرونيكا سبيد رويج ماريا إيروغيين     | لورا بيجوسي فيرونيكا سبيد رويج        | ماريا إيروغيين باربارا لوز كاتالينا بيلا مونتسيرات غونزاليس                 |
| 16 ديسمبر، 2013 | ميريدا، المكسيك ملعب صلب $25،000 مباريات الفردي والزوجي نسخة محفوظة 2014-02-09 على موقع واي باك مشين.                | آلي كيك 3–6، 7–5، 6–0                                         | أجلا توملجانوفيتش                     | ريبيكا بيترسون هيلدا ميلاندر          | ديا إفتيموفا هايدي الطباخ جوليا بوسوروب جيليان أونيل                        |
| 16 ديسمبر، 2013 | ميريدا، المكسيك ملعب صلب $25،000 مباريات الفردي والزوجي نسخة محفوظة 2014-02-09 على موقع واي باك مشين.                | باربارا بونيتش هيلدا ميلاندر 6–3، 7–5                         | ديا إفتيموفا تشي يو هسو               | ريبيكا بيترسون هيلدا ميلاندر          | ديا إفتيموفا هايدي الطباخ جوليا بوسوروب جيليان أونيل                        |
| 16 ديسمبر، 2013 | هونغ كونغ ملعب صلب $10،000 قرعة المباريات الفردية والزوجية                                                           | شو شيلين 6–1، 6–4                                             | تانغ هوتشين                           | لي هيي مين هان زينيون                 | لو جياجينغ لي يا شوين هان سونغ هي كانغ سو كيونغ                             |
| 16 ديسمبر، 2013 | هونغ كونغ ملعب صلب $10،000 قرعة المباريات الفردية والزوجية                                                           | تشوي جي هي أكاري إينو 4–6، 6–1، [10–7]                        | هونغ سونغ يون كانغ سو كيونغ           | لي هيي مين هان زينيون                 | لو جياجينغ لي يا شوين هان سونغ هي كانغ سو كيونغ                             |
| 16 ديسمبر، 2013 | أنطاليا، تركيا ملعب ترابي $10،000 قرعة المباريات الفردية والزوجية                                                    | باتريسيا ماريا تيغ 6–2، 7–5                                   | كوني بيرين                            | إيرينا ماريا بارا رالوكا إلينا بلاتون | أولغا بروزدا ديانا بوزيان أليسيا بيرن مارتينا كولمينيا                      |
| 16 ديسمبر، 2013 | أنطاليا، تركيا ملعب ترابي $10،000 قرعة المباريات الفردية والزوجية                                                    | إيرينا ماريا بارا كوني بيرين 6–3، 6–1                         | غابرييلا تلابا باتريسيا ماريا تيغ     | إيرينا ماريا بارا رالوكا إلينا بلاتون | أولغا بروزدا ديانا بوزيان أليسيا بيرن مارتينا كولمينيا                      |
| 23 ديسمبر، 2013 | إسطنبول، تركيا ملعب صلب (داخلي) $10،000 مسابقات الفردي والزوجي                                                       | اليسي ميرتنز 7–5، 4–6، 6–4                                    | كارين باربات                          | أولغا يانتشوك أولغا دوروشينا          | إيفانكا كارامالاك كريستينا شاكوفيتس يووكي تاناكا ليدزيا ماروزافا            |
| 23 ديسمبر، 2013 | إسطنبول، تركيا ملعب صلب (داخلي) $10،000 مسابقات الفردي والزوجي                                                       | اليسي ميرتنز ايبك سويلو 6–0، 7–6(7–3)                         | يووكي تاناكا إيكاترينا ياشينا         | أولغا يانتشوك أولغا دوروشينا          | إيفانكا كارامالاك كريستينا شاكوفيتس يووكي تاناكا ليدزيا ماروزافا            |

## الروابط الخارجية
- "10،600 لاعبة، 1135 حدثًا: جولة الاتحاد الدولي لكرة المضرب العالمية للسيدات لعام 2023 بالأرقام". الاتحاد الدولي لكرة المضرب. مؤرشف من الأصل في 2025-07-01. اطلع عليه بتاريخ 2024-01-02.
- "أجندة جولة الاتحاد الدولي لكرة المضرب العالمية للسيدات". الاتحاد الدولي لكرة المضرب. مؤرشف من الأصل في 2024-10-07. اطلع عليه بتاريخ 2024-01-02.
- الاتحاد الدولي لكرة المضرب